# Saepinum

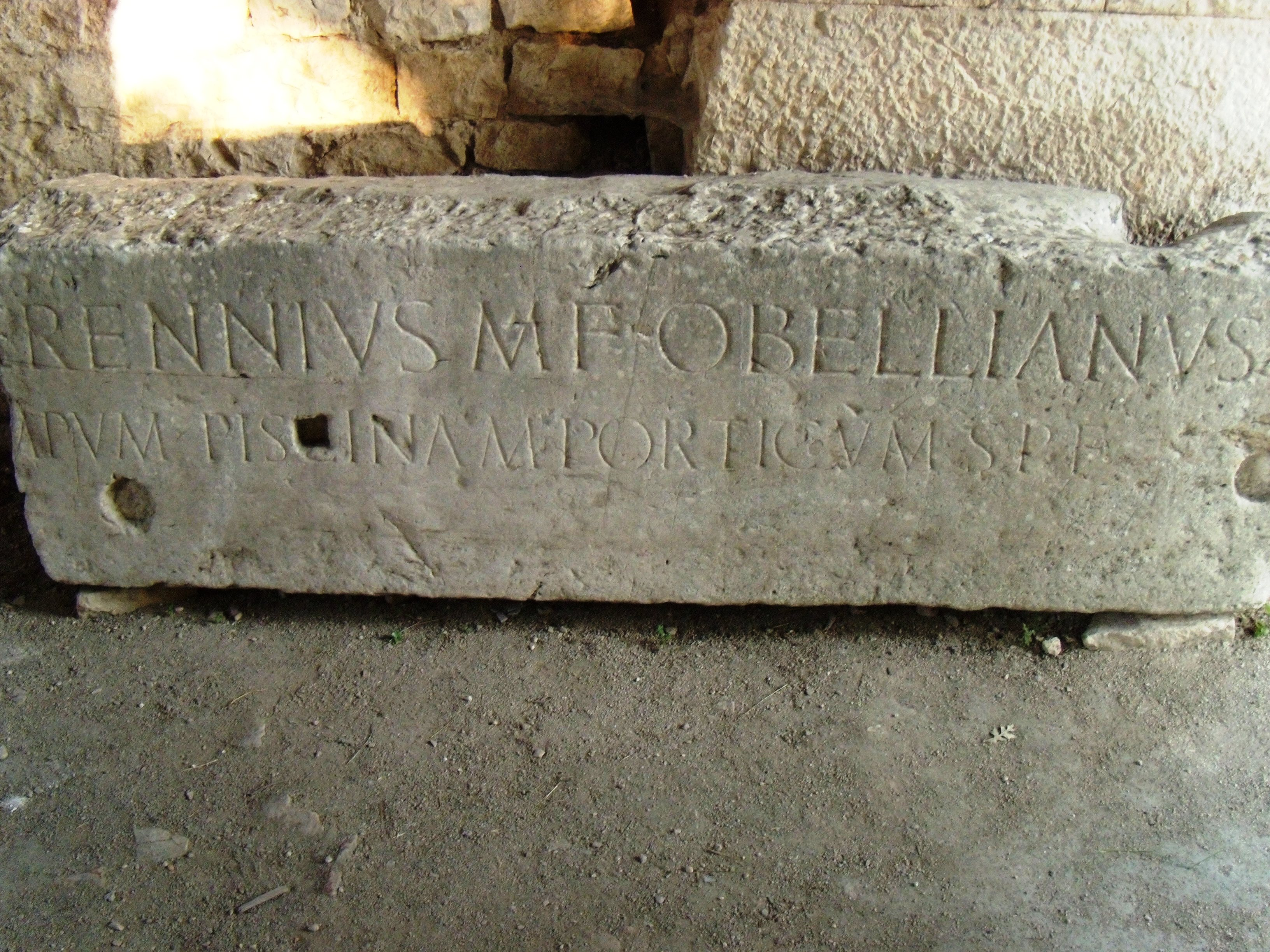
Epigrafe (Saepinum romana).

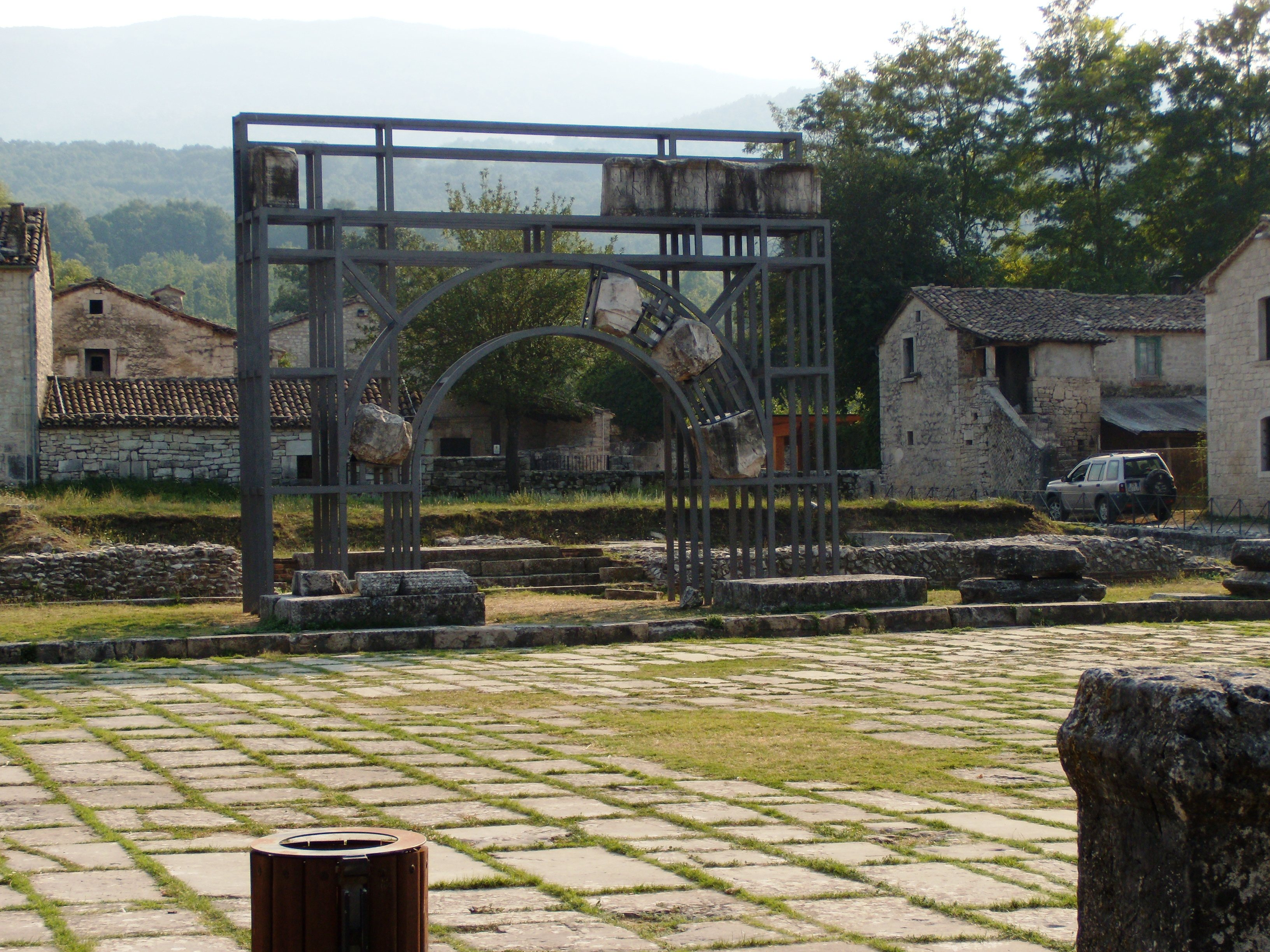
I resti del Foro (Saepinum romana).

Saepinum è un'area archeologica di epoca romana ubicata nella regione Molise, in provincia di Campobasso, e situata nella piana alle falde del Matese aperta sulla valle del fiume Tammaro. Il sito, localizzato lungo l'antichissimo tratturo Pescasseroli-Candela, sorge 3 km a nord dell'attuale borgo di Sepino, cinto da mura di età augustea e posto a circa 500 m s.l.m.. Una collocazione geografica certamente favorevole e strategica, perché posizionata in un'area di cruciale importanza economica, la piana di Boiano, su un nodo stradale che collegava già tra il IV e il III secolo a.C. il Sannio Pentro con il territorio dei Peligni a nord e l’Irpinia a sud, con un agevole accesso sia in Campania sia in direzione della costa adriatica della Daunia, secondo importanti direttrici economiche, come risulta documentato dalla presenza consistente non solo di monete campane, ma anche epirote ed illiriche, che testimoniano i contatti tra il Sannio interno e le aree commerciali dell’Egeo. Tale vantaggiosa condizione favorirà un precoce sviluppo economico del centro sannitico, legato strettamente al sistema viario, e ne garantirà il benessere economico per lungo tempo.
Dal 2010 l’area è stata oggetto di una serie di scavi archeologici che hanno riportato alla luce quasi integralmente la cinta muraria: tuttavia è stato possibile concentrare gli interventi esclusivamente sulle aree ormai acquisite al demanio dello Stato. Alcuni di questi interventi sono stati realizzati anche grazie ai finanziamenti provenienti dal gioco del lotto, in base al comma 83 della legge 662/96.
Nel 2017 il sito archeologico ha fatto registrare 20 305 visitatori.
Nel 2021 viene istituito dal Ministero della Cultura l'ente "Parco Archeologico di Sepino" dotato di autonomia speciale e di rilevante interesse nazionale. 

## Il territorio
Per quello che le fonti storiche offrono e per quello che gli scarsi reperti archeologici testimoniano, il territorio di Saepinum sembra presentare forme di insediamenti stabili già in epoca preistorica o comunque assai antica. Del resto, la conformazione pianeggiante del territorio ha sempre favorito naturalmente incontri, aggregazioni e scambi commerciali tra le diverse comunità residenti. La presenza di un corso d’acqua, il Tammaro, che nasce alle falde del Matese per poi versarsi nel Tirreno, ha potuto di sicuro incentivare la nascita di agglomerati abitativi, sia pure di dimensioni modeste. Ma soprattutto i tratturi, con le piste erbose percorse periodicamente dalle greggi e dagli armenti, hanno costituito da sempre una via di scambio e di collegamento, un luogo di incontro e di mercato.
I Pentri occupavano buona parte del Molise, con esclusione della fascia costiera, che, per un’ampiezza verso l’interno di circa 30 chilometri, costituiva la Frentania; il Sannio Pentro si estendeva anche in Abruzzo, su un ampio tratto della valle del fiume Sangro e lungo la riva sinistra del fiume Trigno (a nord di Trivento) ed inoltre occupava, verso sud, anche il versante campano del Matese, fino al fiume Volturno. Tutta quest’area all'epoca di Augusto sarà inclusa nella regione IV, secondo quanto tramanda Plinio il Vecchio, principale fonte di informazione circa l’assetto amministrativo ricevuto da questa popolazione nell'ambito dello stato romano.
Le indagini archeologiche hanno evidenziato la presenza, a partire dalla seconda metà del IV secolo a.C., di numerosi insediamenti fortificati sparsi sul territorio, molti dei quali (Velia, Palumbinum, Aquilonia, Herculaneum, Cominium), per quanto citati negli antichi testi storici, attendono ancora di essere precisamente ubicati, per consentire una ricostruzione della topografia antica dell’area. Si sa che erano perfettamente a vista l’uno dell’altro, in modo da creare un'efficace rete di controllo del territorio.
Di questi insediamenti sono state esplorate quasi esclusivamente le strutture perimetrali esterne, mentre ben poco è stato indagato per una comprensione dell'eventuale presenza di una struttura urbanistica degli abitati, come è avvenuto invece per l'oppidum di monte Vairano, dove la consistenza delle strutture interne alla cinta muraria ha dimostrato che la roccaforte non fu utilizzata solo a fini militari ma anche come centro abitato, di dimensioni rilevanti, considerato che il perimetro murario, lungo quasi 3 km racchiude un'area di 50 ettari.
Dopo il primo conflitto con i Romani (343-341 a.C.), i Sanniti realizzarono sul territorio una fitta rete di fortificazioni, poste sulle cime delle montagne, per controllare le strade di accesso al Sannio. Nacque così la fortificazione di Terravecchia, sulla montagna di Sepino, con l’intento di tenere sotto controllo il passo della Crocella, un valico naturale che mette ancora oggi in comunicazione i due versanti del Matese. Ma questo accorgimento strategico non fu sufficiente ad impedire il predominio finale dei Romani: Terravecchia fu uno degli ultimi baluardi sannitici a crollare sotto l’attacco romano, dopo un sanguinoso assedio.
Alla fine delle guerre sannitiche, nel 290 a.C. Saepinum, ormai stabilmente insediata in pianura, vive di un'economia essenzialmente articolata su due poli, l’agricoltura e l’allevamento transumante, con una naturale ricaduta a livello di artigianato locale e di scambi commerciali. Gli scavi stratigrafici effettuati presso l’area del foro, lungo il decumano che insiste sul tratturo Pescasseroli-Candela, testimoniano che già all'inizio del II secolo a.C. la transumanza aveva contribuito a dare impulso anche ad attività di tipo industriale, come dimostrano i resti di due edifici, uno identificabile come una conceria per la produzione di pellami e l’altro come una fullonica, un impianto utilizzato per il processo di lavorazione della lana. Essi fanno supporre una precoce vocazione commerciale da parte del centro sannitico e una sua vitalità, strettamente legata al sistema di viabilità del territorio e basata sullo scambio economico con le aree circostanti. Un elemento che certamente favorì in seguito il riconoscimento dello stato giuridico di municipium da parte dei Romani.
Costretti a rinnovare per la quarta volta un trattato di alleanza con i Romani, con le limitazioni che esso comportava, i Sanniti non esitarono a scendere nuovamente in campo contro Roma sia in occasione dell’arrivo in Italia di Pirro (280 a.C.), sia in occasione delle guerre puniche, quando passarono dalla parte di Annibale, pensando di poter sfruttare a proprio vantaggio la sconfitta rovinosa dei Romani a Canne (216 a.C.). Terminato il conflitto, furono esposti alla durissima reazione dei Romani, che ormai miravano apertamente a una disarticolazione del mondo sannitico, confiscando estese aree territoriali, isolando le tribù più ostili, smembrando l’unità territoriale mediante la fondazione di colonie latine, realizzando un vero e proprio accerchiamento del Sannio pentro.
In questa fase venne avviata una progressiva trasformazione degli assetti socio-economici tradizionali e dell’organizzazione territoriale, attraverso un programma di razionalizzazione economica, che diffuse forme di agricoltura specializzata e di allevamento transumante su vasta scala, dando vita a quella che si è soliti definire col termine di “romanizzazione” dell’Italia centro – meridionale. La trasformazione determinò un notevole progresso economico, ma ebbe elevati costi sociali, poiché favorì lo spopolamento delle campagne, il declino della piccola proprietà contadina, disagio sociale, fenomeni di proletarizzazione e di emigrazione. Il processo si accentuò nel corso della seconda metà del II secolo a.C. determinando fenomeni di malessere e tensione sociale, che alimentarono diffusi sentimenti antiromani.
Si diffuse così tra i membri delle aristocrazie italiche la convinzione che per uscire da quello stato di subalternità e per instaurare un rapporto paritetico, sotto il profilo giuridico e politico, con la classe dirigente romana, fosse necessario ottenere la cittadinanza. Facendo leva sul diffuso sentimento di nazionalismo delle popolazioni italiche e su una mai sopita ostilità verso i Romani, fu facile organizzare un'insurrezione su vasta scala, che vide proprio il Sannio Pentro protagonista e coinvolto direttamente nelle vicende militari.
I Romani riuscirono a dividere il fronte degli insorti con una serie di provvedimenti legislativi, che gradatamente concessero la cittadinanza a quanti non si erano ribellati o erano disposti a deporre le armi. Di lì a poco, cessato il conflitto, la cittadinanza romana venne comunque concessa a tutte le popolazioni italiche, l’intero territorio della penisola divenne ager romanus e fu organizzato secondo il sistema municipale romano, che prevedeva la divisione del territorio in distretti, dotati di limitata autonomia amministrativa, in quanto sede di magistrati locali.
Sembra ormai certo che all'inizio del I secolo a.C. dopo il sanguinoso bellum sociale (91-88 a.C.), i numerosi centri fortificati sanniti erano ormai in abbandono, avendo perduto le loro funzioni, e le popolazioni sannitiche si erano trasferite più a valle. A quel tempo i territori italici si avviavano ad essere organizzati, non senza difficoltà, secondo il sistema municipale romano, con distretti dotati di una limitata autonomia amministrativa: era comunque inevitabile il contrasto tra il sistema agricolo - pastorale dell’economia italica, basata su insediamenti sparsi, e l’organizzazione territoriale razionale dei Romani, basata sui grossi insediamenti urbanizzati.
Il conseguente periodo di pace e tranquillità interna segna anche per Saepinum, ormai costituita a municipio, l'avvio di una fase di sviluppo sociale e di floridezza economica ed è caratterizzato da una febbrile attività edilizia ed un nuovo assetto urbanistico del territorio. È in questo periodo che vengono costruiti i principali edifici pubblici e sacri, grazie anche alla generosità di molte famiglie facoltose ed alla disponibilità dei ceti più abbienti. L’intervento edilizio di maggiore portata e quello più evidentemente propagandistico, è costituito dalla costruzione della cinta muraria, delle torri e delle porte, dovuta alla generosità di Tiberio, ma sicuramente ispirato dallo stesso Augusto, che intendeva non solo dare dignità urbana al municipio ma anche garantirne la sicurezza. La conformazione della cinta muraria lascia supporre all'interno della città la presenza di un forum pecuarium, cioè un’area recintata destinata a ricovero delle greggi, oltre che a luogo di mercato e scambi commerciali, come suggerisce del resto lo stesso toponimo derivato da saepire = recintare. Questo stretto legame con le attività agricole e pastorali sarà una caratteristica che Saepinum conserverà per tutti i secoli della sua esistenza: anche nei momenti di maggior splendore l’ambiente resta quello della provincia romana, l’assetto urbanistico è sobrio e le abitazioni improntate a un'arcaica semplicità. Anche gli edifici pubblici non manifestano particolare lusso nell'uso dei materiali.
È soprattutto la borghesia capitalistica degli equites  che trae i maggiori vantaggi economici da questa situazione, investendo in attività economiche e intraprendendo lucrose carriere politiche, che vanno ben oltre la cerchia delle mura sepinati, e le consentono di acquisire una solida posizione fra le potenti famiglie di Roma. Per merito di queste influenti famiglie locali, Sepino entra nell'orbita politica romana ed entra a far parte della tribù Voltinia, una delle trentacinque circoscrizioni in cui era suddiviso lo stato romano ai fini tributari, elettorali e di leva. Grazie a questa particolare condizione privilegiata la città vive un periodo di particolare fervore edilizio, che le consente di avere un impianto urbanistico completamente rinnovato: per diretto interessamento dell’imperatore Augusto, viene realizzata la cinta muraria, le strade sono lastricate, sorgono edifici nuovi intorno al foro, è costruito il teatro e all'esterno delle mura sono edificati numerosi mausolei, allineati lungo il decumano che da Aesernia conduce a Beneventum, secondo un progetto voluto da Augusto stesso.
In età flavio-traianea le condizioni economiche peggiorano: la proprietà dei mezzi di produzione si concentra nelle mani di gruppi ristretti e si determina l’impoverimento progressivo dei ceti meno abbienti. Il dissesto economico municipale richiede addirittura l’intervento del potere centrale. Nonostante il devastante terremoto dell’anno 346, Saepinum non sembra risentirne ed anzi vive un periodo di discreta fioritura edilizia. L’imperatore, inoltre, per soddisfare le continue richieste alimentari della plebe romana, decide, dietro suggerimento della famiglia dei Neratii, di gestire direttamente il territorio dell’antico Samnium, che all'epoca garantiva la maggiore produzione di carne di maiale. Nasce così la nuova unità amministrativa della Provincia del Sannio, di cui Sepino diventa capoluogo. Questo nuovo ruolo consentirà alla cittadina di divenire all'inizio del VI secolo sede vescovile, entrando poi a far parte del ducato longobardo di Benevento.
Nel corso del IV e V secolo la pastorizia resta la prevalente fonte di reddito della popolazione, che si avvale ancora dei percorsi tratturali, ma il conflitto greco–gotico (535-553) determina una crisi demografica; crollano per abbandono i principali edifici pubblici ed il territorio circostante viene coltivato sempre meno. Colpita nel 662 d.C. dalle devastazioni operate dall'imperatore bizantino Costante II, in guerra coi Longobardi, Saepinum perde il ruolo religioso che aveva svolto nel territorio circostante: il suo vescovado, infatti, viene soppresso.
In seguito Saepinum, come altre città del Sannio, subirà la dominazione dei Bulgari, dei Saraceni e dei Normanni, al punto che nel IX secolo la popolazione troverà rifugio in collina, nell'area dell’attuale Sepino, e la piana del Tammaro si trasformerà in un’area malsana e paludosa. È in questo periodo che la città viene indicata dagli Arabi con il termine di al tell (città in rovina), da cui deriverà poi il toponimo Altilia, col quale sarà chiamata l’antica città romana, ormai del tutto abbandonata.
Anche l'economia del nuovo borgo insediato in collina resterà comunque collegata alla pastorizia delle greggi transumanti, in un ambito commerciale molto più ampio e la vetus civitas Saepini ormai completamente abbandonata, sarà a lungo solo un riferimento topografico.
Solo alla fine del secolo XIII l’economia della zona si rimette in movimento: ampie distese di terreno, anche di proprietà ecclesiastica, sono coltivate ad orzo e frumento; è presente anche la coltivazione della vite e degli ortaggi. L’attività economica prevalente resta la pastorizia, collegata alla transumanza, con una serie di attività parallele ad essa collegate.
Quando entrerà a far parte del Regno di Napoli, la contea di Molise cesserà di essere un'unità feudale a sé stante e anche Sepino assumerà un ruolo marginale.

## Storia

### Le origini
Si sa che in epoca preromana nelle zone appenniniche la struttura insediativa più ampiamente diffusa come unità produttiva è rappresentata dal vicus, un sito abitativo aperto, ubicato solitamente in una zona valliva o collinare, facilmente accessibile, ove si concentrano funzioni produttive diverse (agricole, artigianali, commerciali, di allevamento e di scambio). Le fonti storiche (Livio e Strabone soprattutto) testimoniano che la popolazione sannitica viveva vicatim, cioè sparsa sul territorio, in nuclei abitativi di dimensioni ridotte, attorniati da pascoli, boschi e vaste aree destinate alla coltivazione, spesso situati in prossimità delle vie di comunicazione ed in condizioni di accentuato frazionamento.
La documentazione archeologica in nostro possesso, infatti, sembra escludere decisamente la presenza di strutture insediative di tipo urbano nelle aree più interne del Sannio, almeno fino alla guerra sociale: solo con la progressiva romanizzazione numerosi insediamenti vicani subiscono un processo di graduale urbanizzazione e soprattutto tra questi insediamenti i Romani decideranno a chi attribuire il ruolo giuridico di municipio.  Si può ritenere che anche Saepinum sia nato come vicus nel corso del IV secolo, all'incrocio di due importanti percorsi viari, come luogo di mercato e di sosta, in connessione con le migrazioni stagionali di greggi, ed è evidente la connessione a livello toponomastico tra l’osco Saipins e Saipinaz ed il latino Saepinum, sicuramente collegabile al verbo latino saepire = recintare.
Naturalmente gli insediamenti vicani, sia per l’ubicazione in pianura, sia per la sporadica diffusione sul territorio, non si prestavano ad essere protetti da mura: pertanto, vengono edificati, arroccati su posizioni elevate, numerosi centri fortificati, di varia tipologia e grandezza, che ancora oggi si scorgono in molte località montuose del territorio abitato dai Sanniti, la cui massima concentrazione si riscontra lungo la valle del Volturno. La loro disposizione risponde ad esigenze prevalentemente difensive, ma anche alla necessità di controllare il territorio e le principali vie di comunicazione. con abitati posizionati in luoghi elevati, tra i 700 ed i 1 500 metri di quota, talora impervi e poco accessibili, che consentono un controllo visivo dei valichi e delle strade di accesso. Oggi si conoscono oltre trenta fortificazioni di questo tipo, distribuite su tutto il territorio molisano, di dimensioni variabili, con cinte murarie che raggiungono, in certi tratti, un’altezza di cinque-sei metri.
Costruiti soprattutto per garantire un costante controllo del territorio, questi centri fortificati nel cuore del Sannio pentro rappresentavano, in caso di necessità, anche un baluardo contro le aggressioni nemiche ed un luogo sicuro nel quale rifugiarsi in caso di pericolo. Le fortificazioni venivano in genere erette sulle cime più alte, adattandosi all'orografia del sito, utilizzando per la cinta muraria, priva di fondazioni, massi grezzi in roccia calcarea, di modeste dimensioni, sovrapposti senza cemento, tenuti insieme dal loro stesso peso, cavati direttamente sul posto. Lungo la cinta muraria si aprivano porte e postierle, in numero variabile, a seconda dello sviluppo del circuito stesso. Di solito alle spalle del circuito murario era presente un terrapieno che ne seguiva il percorso. Si sa che alcune di esse, quelle con un ampio perimetro murario, erano veri e propri centri abitati, citati in vario modo dalle fonti classiche (oppida, vici, castella, urbes). Talvolta, invece, si trattava di strutture di più modeste dimensioni, abitate in modo discontinuo solo in certi periodi dell’anno, oppure utilizzate come temporanee postazioni di avvistamento o come luogo di ricovero durante le migrazioni stagionali. In alcuni casi i Sanniti si servirono di queste mura ciclopiche, in opera poligonale, erette lungo i versanti montuosi, per sbarrare quei passi montani di particolare valore strategico che rappresentavano le vie di accesso al Sannio.
La rocca dell'abitato di Saipins sull'altura di Terravecchia, a quota 953 metri, in posizione strategica di controllo sulla sottostante piana e sulla valle del Tammaro, si presenta delimitata dai valloni del torrente Magnaluno a nord e quello del torrente Saraceno a sud ed è racchiusa in un circuito di imponenti mura, che si sviluppa per circa 1500 metri e sfrutta, dove esistente, la difesa naturale del terreno, costituita da speroni rocciosi e strapiombi. Si tratta di una doppia cortina muraria, una esterna più bassa e l'altra arretrata di circa tre metri rispetto alla prima; tra le due corre un terrapieno utilizzato per il cammino di ronda. Lungo il percorso delle mura sono visibili tre porte: quella orientale, detta "postierla del Matese", si apre in corrispondenza della via di accesso dal valico; essa rappresenta uno dei documenti meglio conservati della tecnica edilizia sannitica a fini militari. La seconda è sul lato nord-ovest, la cosiddetta "porta dell'Acropoli", dalla quale si usciva per l'approvvigionamento idrico delle tre Fontane. La più importante per funzione e dimensione è quella che si apre nell'angolo est delle mura, la cosiddetta "porta del Tratturo", nella quale sbocca la via proveniente dalla vallata. Delle tre, la "postierla del Matese" è quella meglio conservata, con un'apertura di m. 1,20 e un'altezza di m. 2,50; la copertura è ottenuta con grandi lastroni di pietra disposti in piano.
Nel corso della terza guerra sannitica, nel 293 a.C., la fortificazione di Terravecchia venne espugnata dai romani al comando del console Lucio Papirio Cursore, dopo una strenua resistenza ed aspri combattimenti, ai quali seguirono, come narra Livio, terribili vendette e saccheggi. Per misura precauzionale la popolazione superstite fu costretta dai Romani ad abbandonare la rocca fortificata e trasferirsi nella zona valliva, pedemontana, ai margini del fiume e del percorso tratturale. Al termine del conflitto i Sanniti furono costretti a sottoscrivere un foedus iniquum con i Romani, che prevedeva la confisca di molti territori e la loro destinazione ad ager publicus populi Romani. Nonostante queste limitazioni essi mantennero ancora una propria autonomia culturale e politica.
Come tutte le popolazioni sannitiche dislocate lungo la dorsale appenninica dell’Italia centro – meridionale, anche gli abitanti di Saepinum sono profondamente legati alla pastorizia, anche se praticano abitualmente l’agricoltura. Montani atque agrestes li definisce Livio, sottolineando che ricavano il loro sostentamento dalla terra, ma sono soprattutto allevatori di pecore, dalle quali ricavano carne, latte, formaggio, pelli e soprattutto lana. Non si deve dimenticare, infatti, che nel mondo antico tra le materie prime più richieste c'erano appunto la lana e i pellami, indispensabili per l’abbigliamento e l’armamento. Lana e pelli di pecora venivano largamente utilizzate, in epoca repubblicana ed imperiale, soprattutto per vestirsi, invece le pelli bovine, caprine e perfino equine, considerate più robuste, erano lavorate per fare calzature, cinghie, selle e finimenti per cavalcature, scudi, foderi, otri e recipienti: oggetti probabilmente prodotti nella conceria sepinate da abili artigiani, conciatori (coriarii), calzolai (sutores), fabbricanti di corregge (loriarii), pellicciai (pelliones), fabbricanti di tende (tabernacularii) e di pergamene (membranarii), ed abitualmente smerciata ai pastores delle greggi in transito obbligato lungo il tratturo di Sepino. Senza sottovalutare che questi prodotti, oltre che alle necessità dei privati, rispondevano al fabbisogno del più esigente consumatore del mondo antico: l’esercito.
Come testimonia Columella, l’allevamento di bestiame prevalentemente transumante ha costituito tradizionalmente la principale fonte di reddito delle popolazioni dell’Italia centro - meridionale, al punto da diventare in età imperiale un ottimo investimento “capitalistico” per importanti personaggi dell'aristocrazia romana, compresi gli stessi imperatori. Solo molto più tardi il diffondersi delle colture foraggere rese possibile la stabulazione del bestiame su vasta scala.
Utilizzando i due principali percorsi tratturali, Pescasseroli-Candela e Castel di Sangro-Lucera, le greggi venivano trasferite durante il periodo invernale (settembre-marzo) dalle zone montuose dell’Abruzzo e del Molise ai pascoli di pianura della Puglia settentrionale (l’antica Daunia). Anche per questo era di vitale importanza per le popolazioni di montagna garantirsi sbocchi in pianura per accedere ai pascoli nei mesi invernali. In fondo quella dei Sanniti Pentri era una terra isolata, la cui principale e più preziosa risorsa era costituita da un'abbondante manodopera e dalla disponibilità di terra, in buona parte scarsamente produttiva. D’estate veniva effettuato il percorso inverso, trasferendo le greggi dal Tavoliere pugliese nei pascoli invernali sugli altipiani.
Proprio in questo periodo, compreso fra l’equinozio di primavera ed il solstizio d’estate, si procedeva alla tosatura delle pecore, da effettuarsi durante i periodi di sosta, nel corso del trasferimento: per l’operazione, che garantiva reciproco tornaconto sia ai pastori sia alle popolazioni residenti, era necessario disporre di spazi idonei per accogliere le greggi ed eventualmente anche di impianti adeguati per effettuare direttamente sul posto le diverse fasi del ciclo di lavorazione delle pelli e della lana.
Anche quando, alla fine del secolo, un incendio devasta l’intero agglomerato vicano, la popolazione dimostra non solo vitalità, ma anche un'adeguata disponibilità di capitali ed avvia subito un piano di ricostruzione edilizia, adottando tecniche meno precarie e migliorando la funzionalità dell’articolazione dell’abitato. Nella ricostruzione ci si avvale anche di un’officina pubblica di laterizi e si fa addirittura ricorso a quella della vicina Bovianum.

### Il periodo romano
Anche se la documentazione disponibile consente di conoscere con notevole precisione le vicende storiche di Saepinum dagli inizi dell’età imperiale, tuttavia è quasi certo che la progressiva romanizzazione del centro ebbe inizio già nel periodo successivo alle guerre sannitiche.
Nonostante l’estrema frammentarietà delle testimonianze archeologiche, già alla fine del II secolo a.C., dopo che un grave incendio ha devastato l’agglomerato urbano, si rilevano tracce di una rapida ripresa edilizia che, utilizzando materiali di migliore qualità, introducendo nuove tecniche costruttive e ricorrendo anche a maestranze esterne, determina un salto di qualità della complessiva struttura urbanistica ed uno sviluppo economico e sociale dell’intera comunità.
Cessate le sanguinose vicende legate alla guerra sociale, l’attività di romanizzazione del territorio, perseguita secondo gli interessi organizzativi dello stato romano, portò all'assegnazione a Saepinum del ruolo di municipium, quale riconoscimento dell’avvenuta urbanizzazione del centro. Numerose iscrizioni sepinati testimoniano del suo stato giuridico di municipium fin dall'età augustea. Il conferimento della cittadinanza romana comportò l'iscrizione di Saepinum alla tribù Voltinia.
La romanizzazione, oltre che sull'assetto politico ed amministrativo, incide profondamente anche su quello religioso: scompaiono infatti i culti rivolti alle divinità tradizionali del pantheon italico. L’epoca augustea coincide con un periodo di grande fervore per la città, soprattutto per gli interventi edilizi di ampia portata, che ne modificano l’assetto urbanistico. Viene avviata una notevole politica di opere pubbliche, ispirata sicuramente dallo stesso Augusto, alla quale partecipano anche numerosi personaggi pubblici di alto rango, desiderosi di ostentare le proprie disponibilità economiche.
Significativo a questo proposito è il caso della gens Neratia, della quale la documentazione epigrafica offre la rara possibilità di ricostruire le alterne vicende dei suoi membri attraverso un ampio arco cronologico di ben quattro secoli di storia imperiale, grazie al fatto che essa poté annoverare diversi personaggi di rango elevato, magistrati e funzionari, numerosi consoli e governatori di diverse province asiatiche. Nel periodo che va dal I al IV secolo d.C. la gens Neratia conobbe una fortuna straordinaria che la rese una delle famiglie più prestigiose della storia imperiale. Grazie a un'accorta politica matrimoniale, opportuni intrecci di parentele e ad un solido legame con la famiglia imperiale, riuscì a legarsi ad eminenti famiglie senatorie romane ed a sopravvivere fino alla tarda età imperiale, mantenendo una solida posizione economica e politica, basata non solo sulla ricchezza fondiaria, compresa tra la vallata del Tammaro e quella del Tappino, ma anche sulle ottime relazioni politiche e sociali. Nella loro ascesa al potere, ben presto, i Neratii superarono i confini della terra natia per affermarsi nel centro del potere, a Roma. Vi è una testimonianza archeologica della solida posizione economica e del grande prestigio di cui godevano i Neratii, è la sontuosa domus rinvenuta sul colle Esquilino ed a loro attribuita, nei pressi di S. Maria Maggiore. Sebbene stabilmente residenti nella capitale e all'apice del prestigio politico-sociale, mantennero sempre vivo il legame con la comunità natia di Sepino, contribuirono ad abbellire la città con edifici nuovi, effettuarono in età flavio-traianea restauri alla basilica, si segnalarono in opere di pubblica munificenza, ostentando la propria disponibilità finanziaria e mantenendo una fitta rete di amicitiae ed obblighi clientelari. Dalle iscrizioni epigrafiche rinvenute è noto che possedevano una villa rustica nel territorio di Sepino e che i sepinati onorarono i membri di questa famiglia prestigiosa con epigrafi, dediche e statue. L’importanza di questa famiglia è testimoniata tra l’altro dalla grande diffusione locale del suo gentilizio, anche di ex appartenenti alla familia servile, schiavi e liberti rimasti nella clientela degli antichi padroni, dei quali assunsero e perpetuarono il nome.
Del resto il possesso della terra, anche se in un regime di piccola proprietà, assicurava rendite più che sufficienti per sostenere gli oneri della carriera politica. Investimenti in imprese produttive e commerciali, connesse con l’allevamento e l’agricoltura, garantivano agiate condizioni economiche, in grado di essere investite per intraprendere una carriera politica (equestre o senatoria) oppure per finanziare la costruzione di opere pubbliche.
Ma intanto la situazione economica andava già cambiando: gradualmente i mezzi di produzione si concentrano nelle mani delle classi dirigenti e di gruppi sempre più ristretti, mentre si verifica l’impoverimento delle classi meno abbienti e la quasi scomparsa della piccola e media proprietà terriera, con il conseguente fenomeno del latifondo e l’impiego di manodopera schiavile, più economica rispetto ai coltivatori stipendiati. Una spia della crisi economia e del diffuso disagio sociale è rappresentata dall'istituzione, all'epoca di Traiano, della figura del quaestor pecuniae alimentariae, un magistrato incaricato di garantire un sostegno alimentare alle famiglie meno abbienti.
Dopo il 346, a seguito del disastroso terremoto che devastò gran parte delle città campane e sannitiche, venne istituita la provincia del Samnium distinta dalla Campania della quale prima faceva parte. Si è a conoscenza degli interventi del governatore provinciale Fabius Maximus, attivo tra il 352 e il 357, che finanziò la ristrutturazione di molti edifici pubblici ed il restauro delle mura della città, soprattutto a scopi difensivi.

### Il periodo medievale
Nel corso del IV e V secolo, nonostante la scarsità delle fonti, si sa che la pastorizia resta alla base dell’economia di Saepinum e risultano ancora attivi i percorsi tratturali. Nel 413 l’imperatore Onorio è costretto a ridurre ad un quinto i tributi del Sannio a seguito delle incursioni dei Visigoti.
L’agricoltura non versa in buone condizioni e la stessa amministrazione municipale risulta carente, tanto da essere ormai sostituita dai rappresentanti della Chiesa. Negli anni 501- 502 il vescovo di Sepino, Proculeiano, si reca a Roma per partecipare al concilio indetto da papa Simmaco. L’inizio del conflitto greco – gotico (535 - 553) accentua la crisi economica e demografica del territorio già in atto: crolla buona parte delle mura e del teatro, il foro perde la sua funzione, vaste aree del perimetro urbano sono abbandonate, ma parte dell’area urbana risulta ancora abitata. La viabilità esterna risulta ancora utilizzabile, è ancora praticata l’antica via Minucia.
Ampie zone sono impaludate e ricoperte di boschi, altre utilizzate solo a pascolo, ma vaste aree sono ancora coltivate per una produzione prevalentemente legata al consumo; ormai buona parte della popolazione vive in villae sparse sul territorio, organismi insediativi che gestiscono, con notevole autonomia, territori propri, e che sorgono sulle colline intorno alla piana. Molti terreni vengono recuperati all'agricoltura grazie ai monaci benedettini del monastero di Santa Sophia di Benevento, ai quali nel 774 vengono dati in uso terreni incolti presso Campobasso. A rendere definitiva la scomparsa della città romana è l’arrivo delle bande dei Saraceni, che nell'anno 882 costringe la popolazione a trasferirsi nel castellum Saepini per sfuggire ai loro saccheggi.
Nella prima metà del secolo XI la presenza normanna determina la fine della dominazione longobarda, ma ormai l’antica città romana è completamente abbandonata ed i sepinati sono stabilmente insediati dentro le mura del castrum fortificato, una delle tante baronie in cui è suddivisa la contea di Molise. La successione dei feudatari di Sepino si sussegue, anche dopo la fine della dinastia normanna, fino alla fine del secolo XIII, quando ormai il paesaggio è completamente mutato: l’economia della piana del Tammaro è in ripresa, ampie estensioni di terreno sono destinate all'agricoltura ed alla coltivazione della vite e degli ortaggi. Riprende l’attività della pastorizia, collegata al passaggio delle greggi transumanti.
Nel 1309 la presenza dei Normanni a Sepino ha termine allorquando Roberto d'Angiò viene incoronato re di Napoli. Cessa di esistere come unità feudale a sé stante anche il Contado di Molise, trasformato in una circoscrizione amministrativa del Regno di Napoli, con un ruolo piuttosto marginale anche nel periodo successivo di governo della dinastia aragonese.
È emersa traccia della presenza umana nella Sepino medievale nel 1981, allorché alcuni saggi di scavo effettuati all'esterno della cinta muraria, oltre porta Benevento, hanno riportato alla luce un nucleo insediativo risalente al XIV secolo. Utilizzando materiali di spoglio di epoca romana, sono stati alzati muri con una precaria tessitura a secco, impiantati su grosse pietre di fondazione, poggiate direttamente sulla terra. All'interno dell’area sono state rinvenute tombe ritagliate nel terreno, le une a ridosso delle altre. È attestata sia la pratica dell'inumazione sia quella dell'incinerazione; le fosse in alcuni casi sono foderate con grossi tegoloni. Gli inumati sono deposti in casse di legno, le ceneri invece sono conservate in olle sigillate da un coperchio, deposte all'interno di una cassetta di legno.

## Scavi archeologici
L’antica Sepino ha attirato l’attenzione degli studiosi di archeologia già a partire dal Rinascimento. L’attenzione si è accresciuta nei secoli successivi, fino al 1845 con la prima pubblicazione di notevole rilievo scientifico dovuta a Theodor Mommsen, che visitò di persona il sito archeologico. Proprio l’interesse del grande studioso tedesco per le antichità di Sepino determinò, qualche decennio più tardi, l’inizio dei primi scavi archeologici ad opera di Ludovico Mucci, nel 1876. La prima testimonianza documentaria dell'esplorazione archeologica di Saepinum è costituita dalla “Topografia dell’Altilia” redatta nel maggio 1877 da Francesco Di Iorio. La pianta, naturalmente incompleta, è costruita con notevole esattezza e ben definita anche nei dettagli. Testimonia, tra l’altro, che già all'epoca della sua redazione esistevano nell'area strutture scavate e successivamente in tutto o in parte rinterrate. Maggiori informazioni forniscono tre relazioni, redatte negli ultimi mesi del 1878, contenenti un dettagliato resoconto dello scavo condotto nell'area della basilica ed inviate al Direttore Generale dei Musei e degli Scavi di Antichità del Regno, due a firma di L. Mucci, ispettore onorario, e una compilata dall’ingegnere L. Fulvio, inviato da Roma per sovrintendere agli scavi per conto del Ministero. Essendo redatte da tecnici, le relazioni forniscono una gran quantità di dati scientifici e di annotazioni descrittive, senza avere la pretesa di offrire una lettura articolata e un'analisi puntuale della situazione.
Le esplorazioni continuarono, sia pure in maniera molto discontinua, fino al 1926, quando Amedeo Maiuri nelle sue pubblicazioni scientifiche sollecitò a gran voce la ripresa degli scavi a Saepinum.  Infatti nell'immediato dopoguerra venne avviato il primo sistematico programma organico di esplorazioni archeologiche della città romana ad opera dell'allora soprintendente archeologo dell’Abruzzo, Valerio Cianfarani, da cui il Molise all'epoca dipendeva: nel periodo 1950-1955 furono riportati alla luce e restaurati gli ambienti del foro e della basilica, parte della cinta muraria e del teatro, porta Bojano e numerosi edifici del decumano adibiti ad abitazioni private ed a botteghe (tabernae). L’indagine venne orientata nella zona di maggiore concentrazione edilizia, quella in cui si intersecano le due arterie stradali principali, il cardo, orientato da sud-ovest a nord-est, con andamento declinante dalle alture collinari verso il fondovalle del Tammaro ed il decumanus, che attraversa l’abitato con un orientamento da nord-ovest a sud-est e coincide col percorso del tratturo Pescasseroli-Candela, che dal Sannio Pentro conduce all'Apulia, passando per il territorio degli Irpini. Un’antica strada che potrebbe identificarsi, secondo lo stesso Cianfarani, con la Via Minucia citata in un'orazione di Cicerone e in un'epistola di Orazio, probabilmente costruita dal console Quinto Minucio Rufo, ma ancora oggi non identificata con certezza. Gli interventi del Cianfarani hanno dato alla città romana l’impronta fondamentale che ancora oggi si possono osservare.
Dopo un periodo di stasi, la valorizzazione dell’intero complesso fu ripresa grazie all'istituzione nel 1963 della Soprintendenza del Molise, che si attivò per realizzare il restauro di porta Benevento, del teatro e delle abitazioni rurali edificate sulla cavea, per riportare alla luce gli edifici dell’area del foro, per realizzare nel sito due sezioni museali. Tale alacre attività culminò nel 1982 con la realizzazione di una mostra documentaria. Negli anni successivi gli interventi si sono soprattutto concentrati nel territorio circostante. In località Cantoni, grazie alla collaborazione dell'Università degli Studi di Perugia, è stato scavato un tempio sannitico; a San Giuliano del Sannio, grazie alla collaborazione dell'Università degli Studi del Molise, è stata riportata alla luce parte della lussuosa villa romana dei Neratii.
L’insediamento abitativo si presenta interamente delimitato da una cinta muraria, lunga circa 1.270 metri, edificata tra il 2 a.C. ed il 4 d.C. in opus reticulatum, nella quale si aprono, a cavallo dei due assi stradali principali, quattro porte monumentali, che ripetono lo schema dell’arco onorario romano, un solo fornice a tutto sesto, fiancheggiato da due torri circolari. Lungo il tracciato della cinta muraria si innesta un sistema di 29 torri a pianta circolare (attualmente solo 19 rimangono in vista), poste a circa trenta metri di distanza fra loro (100 piedi). Una ricognizione della cinta muraria è stata effettuata negli anni Settanta del secolo scorso dalla Dott. Patrizia Ferrarato, che è riuscita a contare non meno di 29 torri a fronte delle 27 censite dal Cianfarani. Ulteriori interventi di scavo, effettuati nel 2010, hanno consentito l’esplorazione quasi completa della cortina muraria, ad eccezione del breve tratto nel settore Sud-Est. È stato così possibile quantificare il numero complessivo delle torri in numero di 35.
Nell'insieme il perimetro dell’area corrisponde ad un quadrilatero, con i lati contrapposti paralleli ed i quattro vertici leggermente arrotondati. La superficie interna alle mura ha un andamento in costante tenue declivio, da sud-est verso nord-est, che certamente favorì la realizzazione del sistema fognante e della rete idrica. Immediatamente all'esterno delle mura, ai margini del tratturo, si trova la necropoli, che ha restituito una consistente quantità di frammenti di cippi e di epigrafi sepolcrali.
Dopo un periodo piuttosto lungo di inattività esplorativa, a seguito dell'istituzione della Soprintendenza del Molise, l’area è stata nuovamente oggetto di scavo a partire dall'estate del 1974. Negli anni ottanta e novanta sono stati effettuati sostanziosi interventi di restauro e consolidamento, concentrati prevalentemente nella zona del foro e del teatro, resi necessari dallo stato di degrado cui versavano i materiali. Proprio in questi anni si impose anche una difficile scelta tecnica, se smantellare le casette rurali costruite nel XVIII secolo utilizzando come fondazioni l’emiciclo della summa cavea del teatro oppure conservare, magari valorizzandolo, quell'insediamento rurale particolare ed ormai perfettamente inserito nel contesto architettonico.
A partire dalla fine del IX secolo, le invasioni prima dei Saraceni e poi dei Normanni avevano determinato il progressivo abbandono della città romana, un crollo demografico ed il conseguente deterioramento della struttura urbana, al punto che la popolazione preferì trasferirsi (882 d.C.) su una posizione più a monte, dove nacque il Castellum Saepini, l’attuale Sepino.
Solo dopo molti secoli riprende l’attività agricola nella piana del Tammaro e la transumanza torna a ridare vita al percorso tratturale: nuovi insediamenti abitativi cominciano a sorgere nell'area, sui ruderi dell'antica Saepinum. Con gli elementi di spoglio degli edifici romani ed utilizzando come fondazioni i resti affioranti degli antichi monumenti, a partire dal secolo XVIII, vennero edificate nuove abitazioni e l’antica città riprese in parte il suo ciclo vitale. Abitazioni contadine modeste, realizzate con blocchi di pietra calcarea, su due livelli, con pavimenti rudimentali e solai in legno, ricoperte da tetti con tradizionali coppi di argilla, dettero vita al borgo rurale di Altilia. Si trattava di ambienti poveri, adibiti ad attività agricolo - pastorali, soprattutto stalle e fienili, che garantivano solo un minimo vitale di spazio abitativo, spesso in condizioni precarie.
Nonostante quasi tutte le unità abitative fossero in condizioni di estremo degrado, nel corso degli scavi archeologici non vennero demolite, ma, anche grazie alla sensibilità di un grande archeologo, Adriano La Regina, furono espropriate per essere destinate ad altri usi (sale espositive, laboratori di restauro, depositi di materiale archeologico). Ormai, sostituendosi da decenni alla summa cavea, andata perduta, quelle modeste abitazioni contadine rappresentavano un insieme organico con le antiche strutture romane, quasi un naturale completamento del teatro, concrete testimonianze dell’evoluzione storica e funzionale dell’antica città e dei suoi processi stratigrafici. Pertanto, operando nell'ottica del riuso, la scelta più pertinente sembrò quella di recuperare l’intero complesso rurale, utilizzandolo come sede del Museo documentario dell'area archeologica di Saepinum contenente soprattutto materiale pertinente alla necropoli ed al teatro.

## L'area archeologica
L’area archeologica di Saepinum, ampia circa 12 ettari, è circondata da una cinta muraria nella quale si aprono quattro porte monumentali, disposte all'ingresso delle due arterie stradali principali, ciascuna fiancheggiata da due torri circolari. L’assetto delle mura e l’orientamento delle porte sono dettati dalla disposizione della preesistente viabilità principale del sito, che ha poi costituito il cardo e il decumano.

### Le Mura

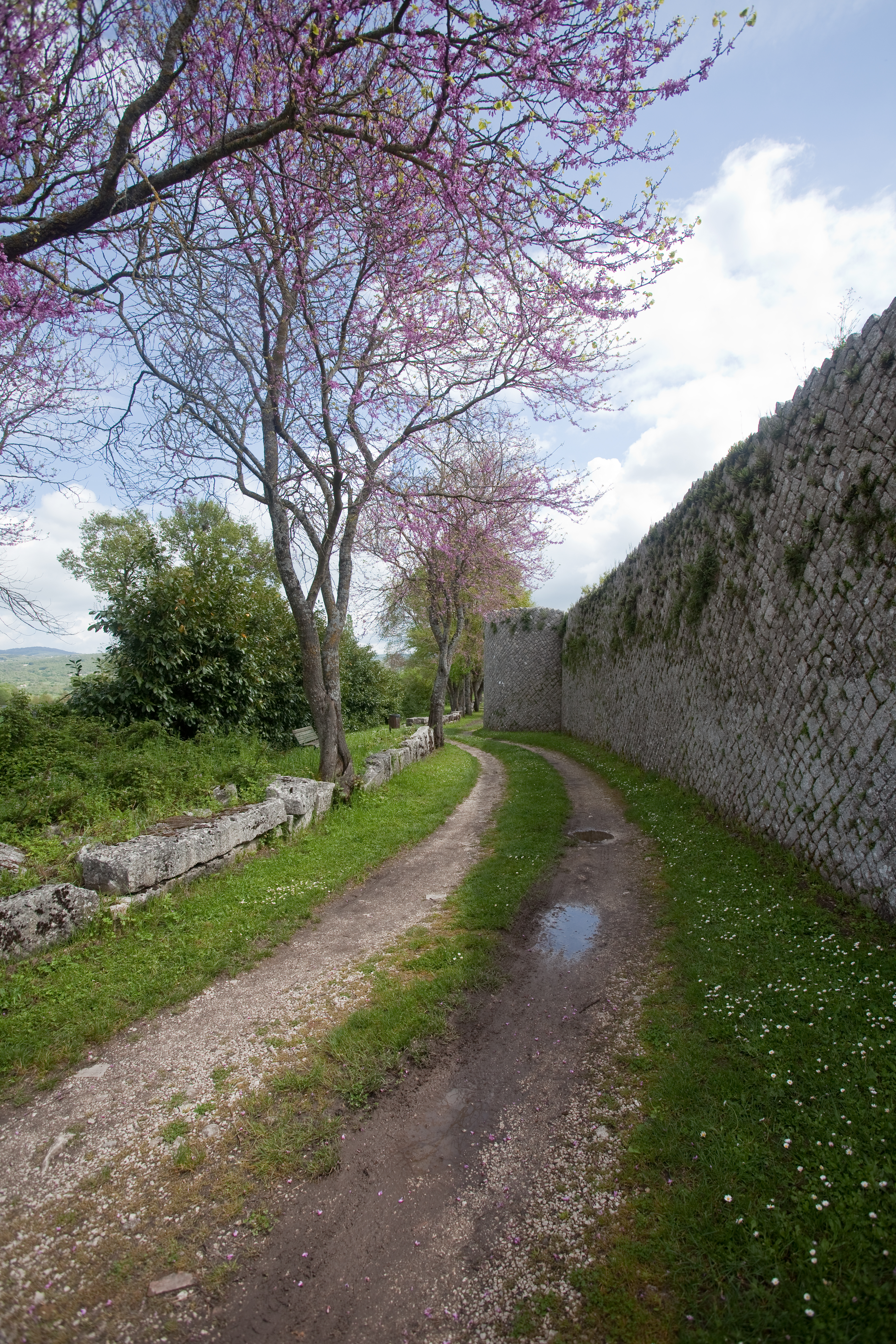
Tratto delle mura in opera reticolata (Saepinum romana).

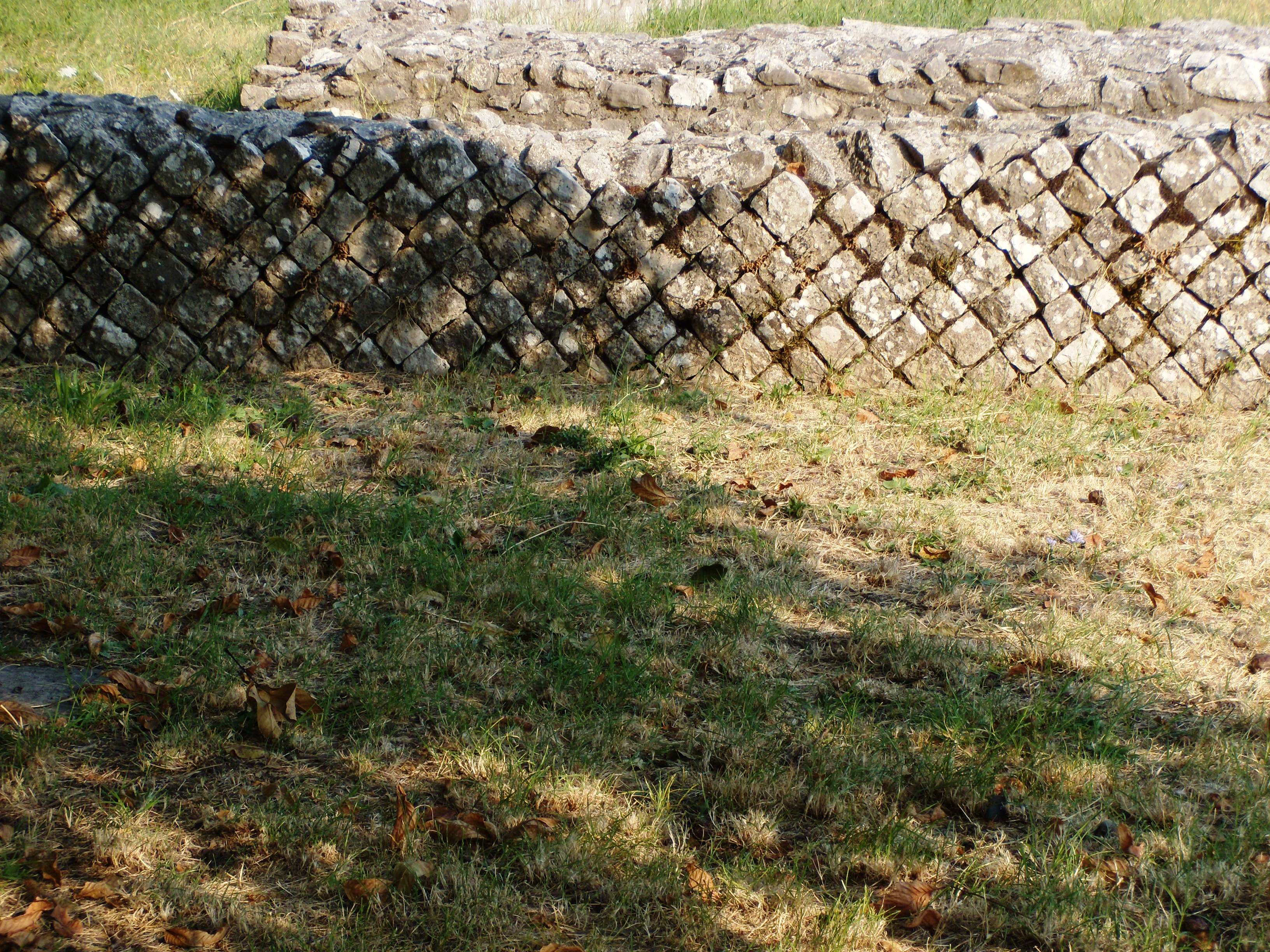
Particolare delle mura in opera reticolata (Saepinum romana).

Il perimetro delle mura è costituito da una sequenza di cortine, sempre rigidamente rettilinee e di lunghezza variabile, interrotta da torri circolari disposte a distanza di 80 – 120 piedi l’una dall'altra.
Attualmente solo una parte del tracciato delle mura è allo scoperto. Nel corso degli anni si è provveduto a restaurare e consolidare le strutture rimesse in luce, ripristinando alcuni tratti di alzato mediante il reimpiego di materiale antico di crollo. Nei tratti non interessati dallo scavo il tracciato è segnalato da nuclei sparsi di cementizio e brevi spezzoni di muratura. Nel complesso la cinta muraria si presenta come un’opera accurata, di buona ingegneria militare. Il materiale utilizzato è il calcare del Matese, tagliato in blocchetti minuti e sagomati a forma di piccole piramidi, a base indifferenziata, quadrata o rettangolare. Il paramento delle cortine presenta uno spessore uniforme (circa m. 1,80), è tessuto con la tecnica del reticolato, con una malta cementizia omogenea. La muratura è piena, di un’altezza di circa m. 4,80 e presenta sulla sommità un cammino di ronda. La qualità della tessitura appare uniforme e costante, e lascia supporre un'unica fase di costruzione.
La cinta muraria è munita di un sistema di torri a pianta circolare, di cui restano in vista solo diciannove torri, riportate alla luce durante la campagna di scavo degli anni 1950-1955. Esse sporgono per circa tre metri sia all'esterno, verso la campagna, sia all'interno, verso la città.  Lo spessore delle mura esterne è maggiore rispetto a quello interno. Hanno tutte un diametro di circa sette metri ed un’altezza di quasi undici, con un paramento esterno in opera reticolata. La struttura delle torri risulta solidamente incastrata con quella delle cortine, e questo dimostra la contestualità della costruzione delle mura e delle torri. Tre piccole feritoie, distribuite sulla superficie esterna della torre, garantivano la copertura difensiva dell’area antistante le mura, tre finestrelle erano aperte dal lato interno per il controllo dell’area urbana. Attualmente di alcune torri restano le sole strutture di base, ricoperte di materiale antico frammisto a terreno di riporto, di altre, soprattutto del lato di nord-ovest, è stata ricostruita parte dell’alzato, recuperando gli antichi materiali, e ne è stata consolidata la struttura.

### Le Porte

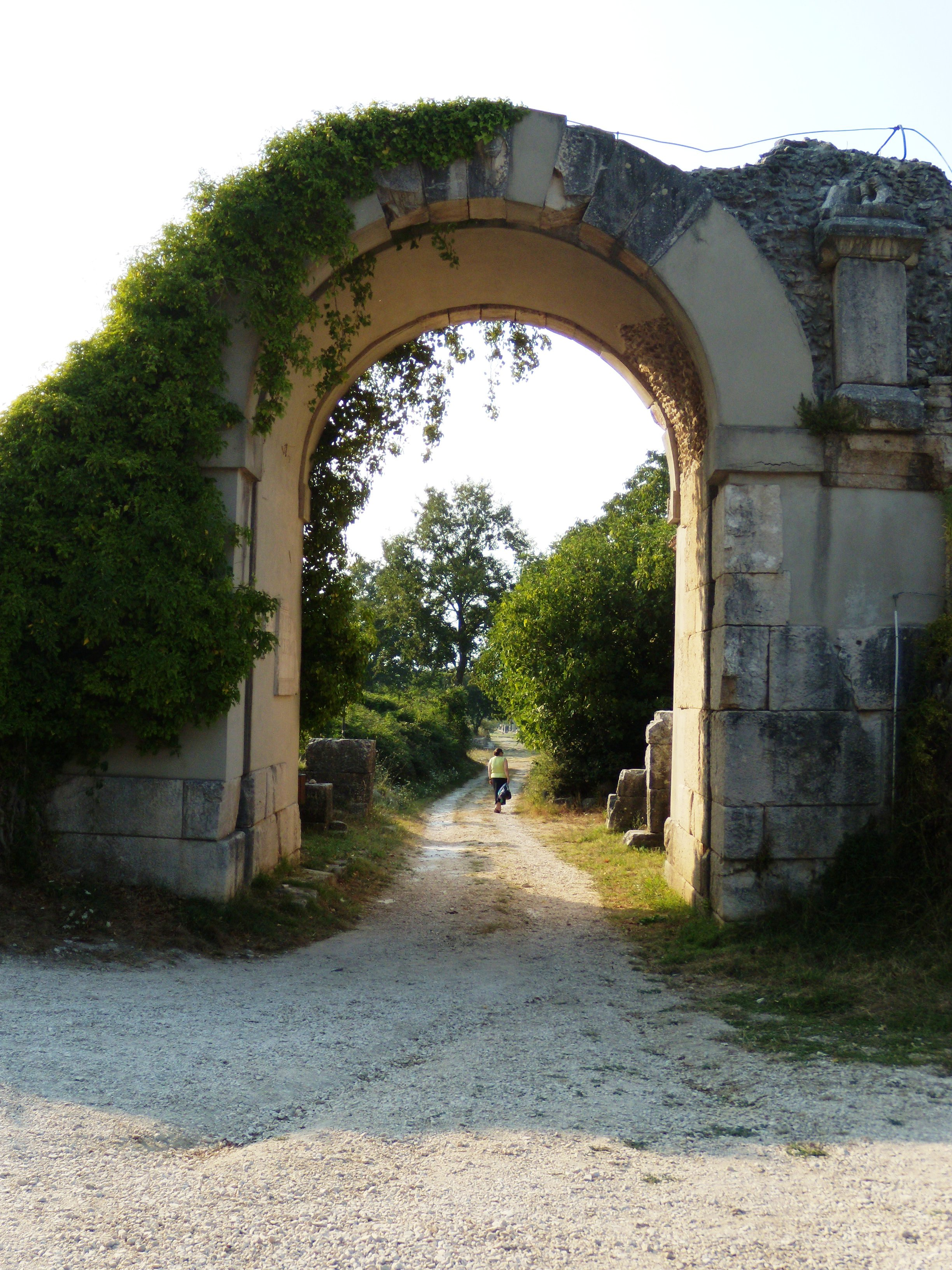
Porta Benevento.

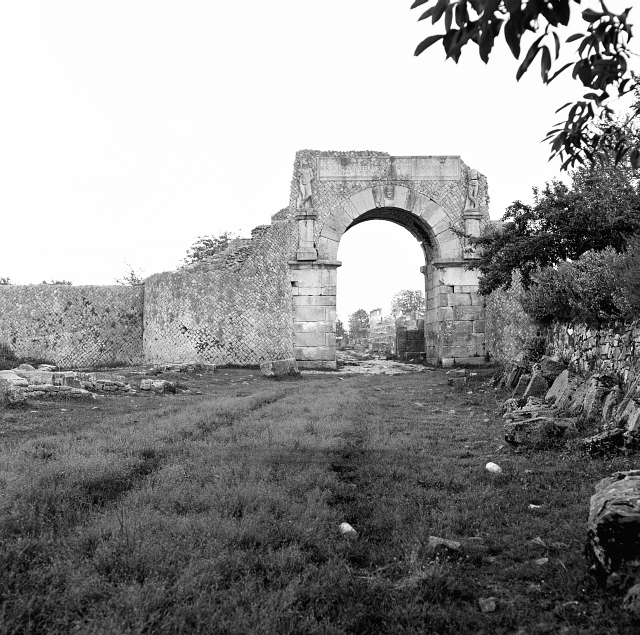
Porta Bojano.

Le quattro porte che si aprono in corrispondenza dell’innesto delle due arterie stradali principali, il cardo e il decumano, prendono convenzionalmente il nome sulla base dell'orientamento; esse ripetono nell'impianto il medesimo schema planimetrico, quello classico della porta urbica con un unico fornice a tutto sesto, alto circa m. 4,80, chiuso da una saracinesca di legno scorrevole, azionata dall'alto, con due torri a pianta circolare che fiancheggiano l’apertura. Alle spalle della porta è ricavato il cavaedium, un cortile rettangolare di sicurezza, costruito per evidenti esigenze difensive, chiuso da mura, a cielo aperto, con una controporta d’accesso verso la città, a due battenti. A sinistra della porta una scala in pietra porta al cammino di ronda sulla cinta muraria, ed alla camera di manovra della saracinesca.
L’arco poggia su piedritti quadrati ai quali si addossa il paramento esterno delle due torri. La struttura dei piedritti è realizzata mediante la semplice sovrapposizione di grossi blocchi di pietra locale squadrati, senza ausilio di calce o grappe metalliche. Al di sopra degli archi delle porte si ripete, su ciascuno degli attici, un'iscrizione commemorativa che offre un dato cronologico preciso (2 a.C. – 4 d.C.) relativo alla costruzione della cinta muraria, delle torri e delle porte, e restituisce i nomi dei due finanziatori dell’opera, l’imperatore Tiberio ed il fratello Druso (ormai già morto nel 9 a.C.), nel pieno della riorganizzazione municipale della città. Le statue dei due barbari prigionieri poste sui rinfianchi degli archi sembrano alludere proprio all'esito vittorioso delle campagne di guerra condotte contro i Dalmati ed i Germani. Il testo dell'iscrizione dedicatoria è il seguente:
Ti(berius) Claudius Ti(beri) f(ilius) Nero pont(ifex) cons(ul) II imp(erator) II trib(unicia) pot(estate) V Nero Claudius Ti(beri) f(ilius) Drusus Germ(anicus) augur cons(ul) imp(erator) II murum portas turris d(e) s(ua) p(ecunia) f(aciundum) c(uraverunt).
Tiberio Claudio Nerone, figlio di Tiberio, pontefice, console per due volte, comandante vittorioso per due volte, fornito della potestà tribunizia per cinque volte e Nerone Claudio Druso Germanico, figlio di Tiberio, augure, console, comandante vittorioso per due volte, curarono la costruzione a proprie spese delle mura, delle porte e delle torri.
Porta Terravecchia si apre quasi al centro del lato sud-ovest della cinta, a cavallo del cardo, ed è rivolta ai monti del Matese, da cui, attraverso il passo della Crocella, è possibile arrivare in Campania. Di essa non c’è più traccia della torre est, mentre restano pochi spezzoni di muratura della torre opposta. Manca anche ogni traccia della rampa di accesso al cammino di guardia ed alla camera di manovra della saracinesca. Restano brevi tratti di muratura della corte di sicurezza. Non resta traccia dell’arco, dell'iscrizione commemorativa e delle due statue dei prigionieri barbari. Probabilmente è pertinente all'arco il concio rinvenuto nelle vicinanze della porta con il rilievo di una divinità femminile, forse Venere, attualmente conservato nel Museo documentario di Altilia.
Porta Tammaro si apre sul lato di nord-est, a cavallo del cardo, ed è rivolta verso la piana di fondovalle del fiume Tammaro, in direzione della villa senatoria dei Nerazi a San Giuliano del Sannio e, proseguendo, della Apulia. Delle due torri circolari che in origine la fiancheggiavano resta solo un breve spezzone della metà della torre di nord-ovest, rivolta verso la campagna. Quasi niente resta della corte di sicurezza, alle spalle del fornice, e neppure della decorazione del prospetto esterno e dell'iscrizione commemorativa. Brevi tratti di muratura originale risultano parzialmente inglobati all'interno di alcune case di abitazione moderne, costruite a ridosso della porta.
Porta Benevento, a cavallo del decumano, sul lato sud-est, è stata oggetto di numerosi interventi di scavo negli anni 1954-1955 e di restauro nel 1972: la muratura originaria è stata restaurata e consolidata, ricollocando nella posizione originaria gli elementi antichi recuperati. Della torre nord resta la metà rivolta verso la campagna, quella meridionale presenta una peculiarità: risulta infatti costruita non in opera reticolata, ma in blocchetti disposti su piani orizzontali. L’armilla esterna dell’arco conserva cinque cunei originali e la chiave di volta raffigura una divinità maschile con elmo, probabilmente Marte.
Porta Bojano, sul lato nord-ovest della cinta, coincide col percorso tratturale, cioè il decumano, in direzione della piana di Boiano. È stata scavata a più riprese a partire dal 1928, e poi definitivamente consolidata. Nel 1955 si è conclusa anche la ricostruzione delle due torri laterali. L’arco poggia su solidi piedritti in pietra locale squadrata e presenta al di sopra del fornice l’iscrizione commemorativa ed ai lati, all'esterno, due statue simmetriche di prigionieri barbari. L’armilla esterna è costituita da 18 cunei radiali: la chiave di volta, scolpita a rilievo, rappresenta una figura maschile, a mezzo busto, con barba, che di solito si identifica con Ercole.
Nel complesso le porte non presentano caratterizzazioni diverse fra loro, se si eccettuano le figure delle divinità rappresentate in funzione tutelare nelle chiavi di volta degli archi. È evidente la volontà dei committenti di sottolineare il messaggio propagandistico, in modo ripetitivo, attraverso l’iscrizione commemorativa e l’immagine dei barbari prigionieri, rappresentate ripetutamente su ogni porta.

### Il Teatro

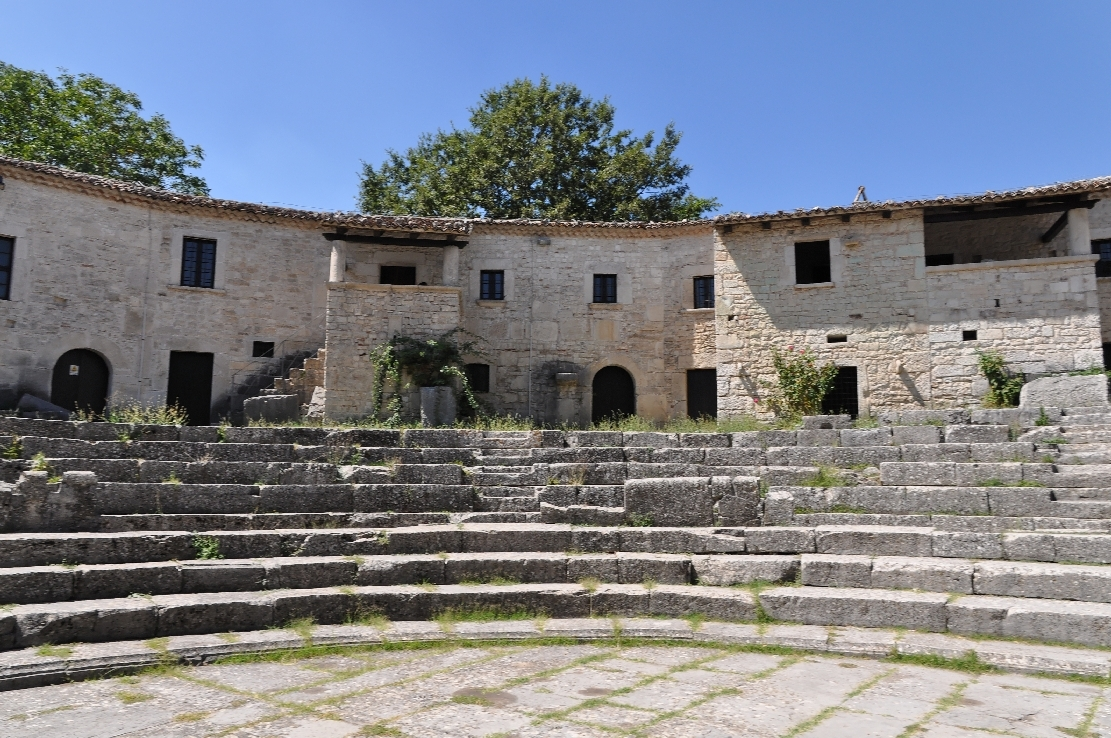
Il teatro romano di Saepinum

Il teatro è il più monumentale ed il meglio conservato degli edifici di Saepinum. Situato nel settore settentrionale della città, a ridosso del muro di cinta compreso fra porta Bojano e l’angolo nord della cinta stessa, la sua dislocazione appare un poco sbilenca rispetto alla cinta muraria e tradisce la necessità di allineare l’asse trasversale della struttura al tracciato del cardo, che dista circa 60 metri, verso il quale risultano rivolti gli ingressi stessi del teatro.

### Il Foro

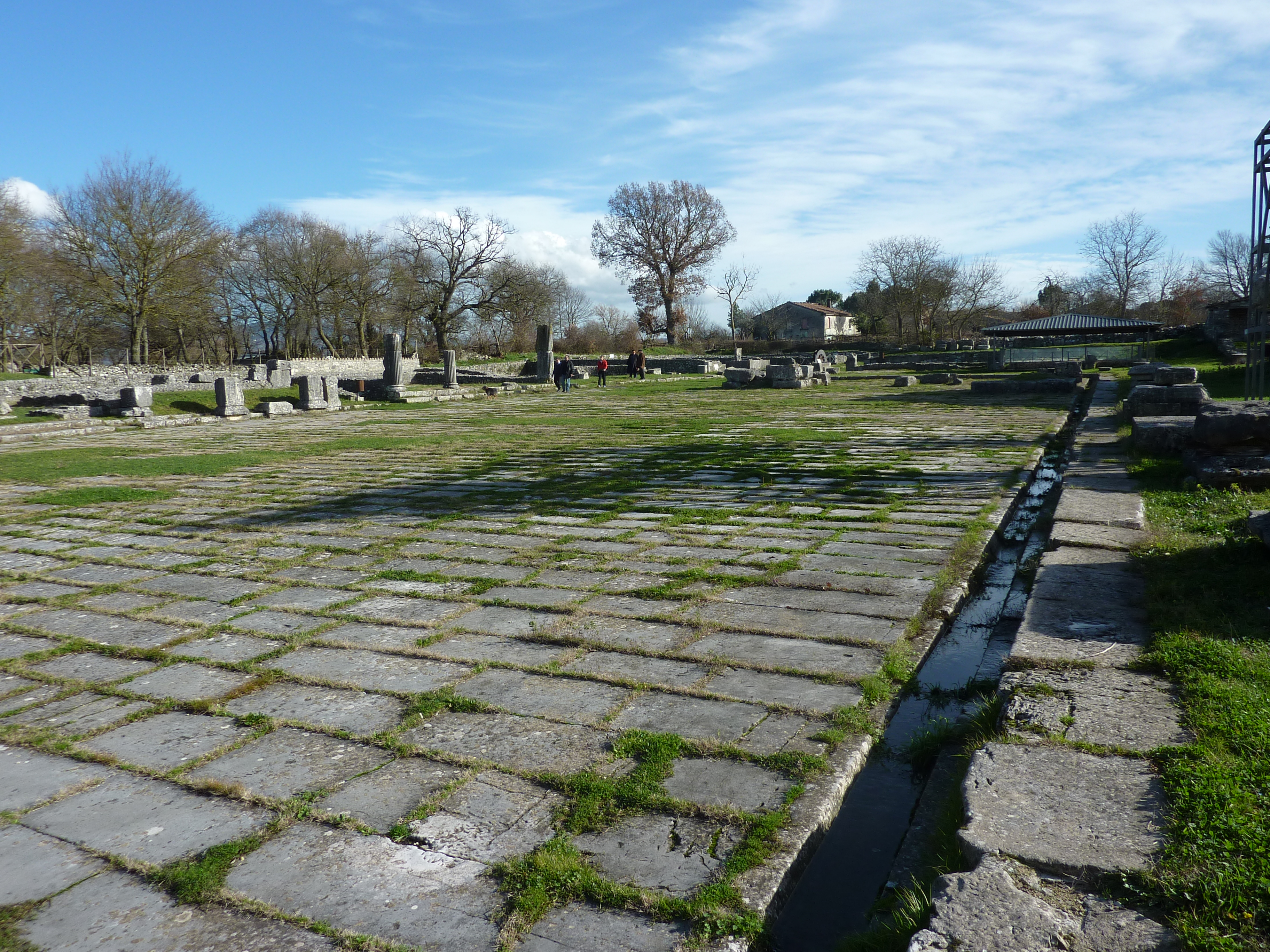
Il Foro (Saepinum romana).

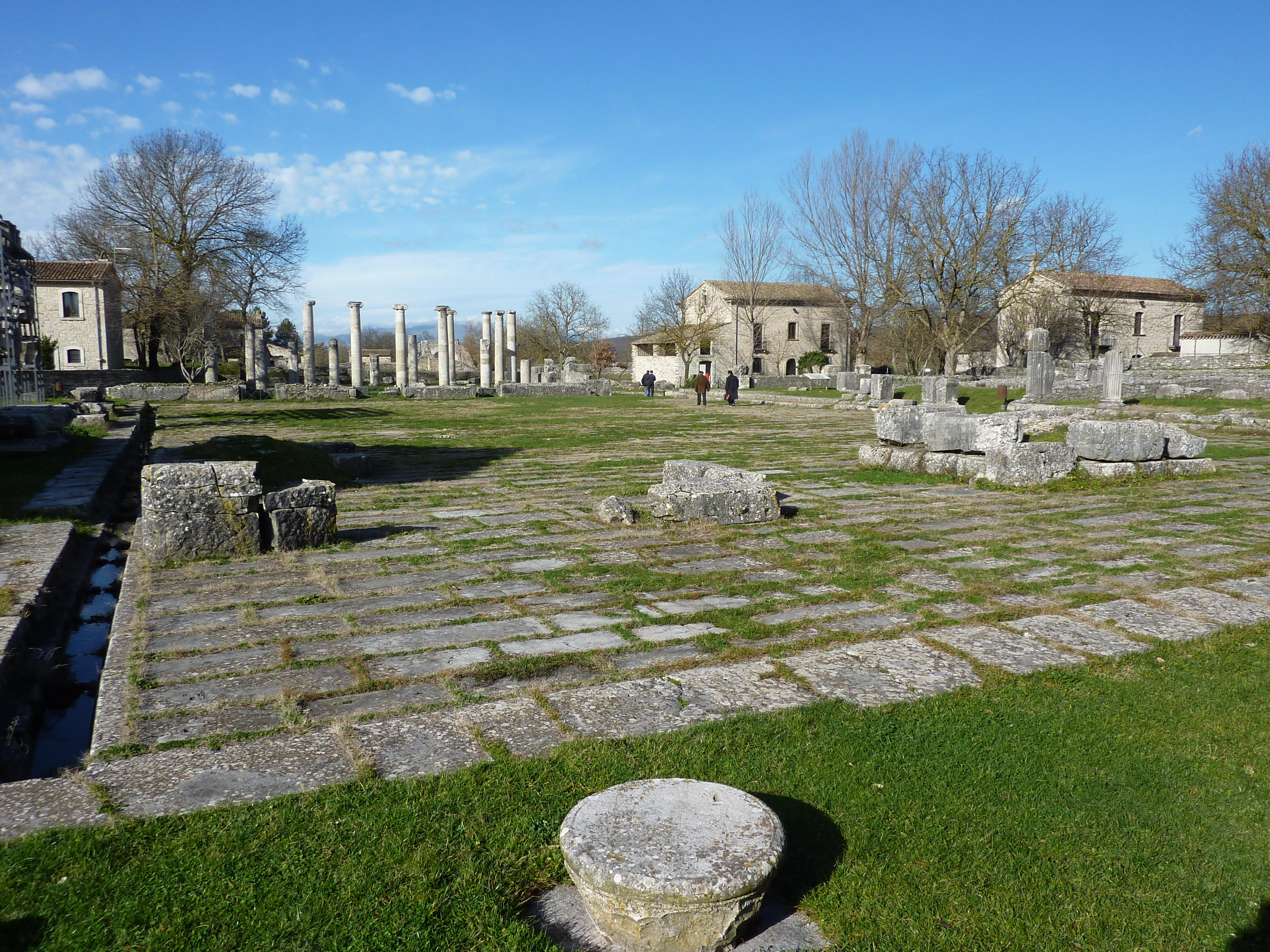
Il Foro (Saepinum romana).

Il foro si sviluppa all'incrocio fra cardo e decumano, su una superficie di forma trapezoidale, per un’area di circa m² 1.412 e si presenta oggi del tutto spoglio dell'originaria cortina di edifici pubblici e civili che lo circondavano, lungo la corona perimetrale della piazza. Lo schema progettuale del foro appare con molta evidenza condizionato dall'incrocio degli assi viari principali, che finiscono per dettare l’orientamento generale dell’impianto.
Infatti ai lati corti paralleli corrispondono lati lunghi sghembi: pertanto i lati corti, paralleli al cardo, risultano di diversa lunghezza, quello di nord-ovest di m. 29,56 e quello di sud-est di m. 23,25.
Invece il lato lungo di nord–est, allineato al decumano, è di m. 53,90 mentre il lato di sud-ovest è di m. 53,13. Da ciò deriva una debole convergenza dei lati lunghi e un progressivo restringimento dell’area della piazza, a mano a mano che ci si sposta dal lato nord-ovest (adiacente al cardo) al lato di sud-est.
La piazza è basolata con lastre di calcare disposte in piano su 82 filari paralleli. Una paziente attività di restauro, effettuata a più riprese tra il 1952 ed il 1955, ricompose il basolato, sconnesso ed ingombro di macerie, e lo riportò a livello. La pendenza, appena percettibile, segue la naturale inclinazione del terreno, in modo da convogliare le acque piovane nell'euripus che corre lungo il lato orientale e quello meridionale del foro. Un tombino, aperto lungo il percorso del cardine, raccoglie e smaltisce il flusso delle acque convogliandole nella rete fognante.
Al centro della piazza, ricavata sul lastricato ed orientata verso il cardo, è presente un'iscrizione che ricorda i nomi dei magistrati che, a loro spese, curarono la pavimentazione del foro. L’iscrizione si sviluppa su un'unica linea di pietre, per una lunghezza di m. 17,80 con alcune lacune. Di uno dei magistrati si conosce il nome: Caio Papio Faber, di sicura origine sannitica. La presenza, inoltre, di un'iscrizione contenente una dedica post mortem all'imperatore Augusto divinizzato, farebbe pensare che la lastricatura del foro è sicuramente successiva al 14 d.C. e rientra anch'essa in quella attività di rilancio economico del municipium romano.

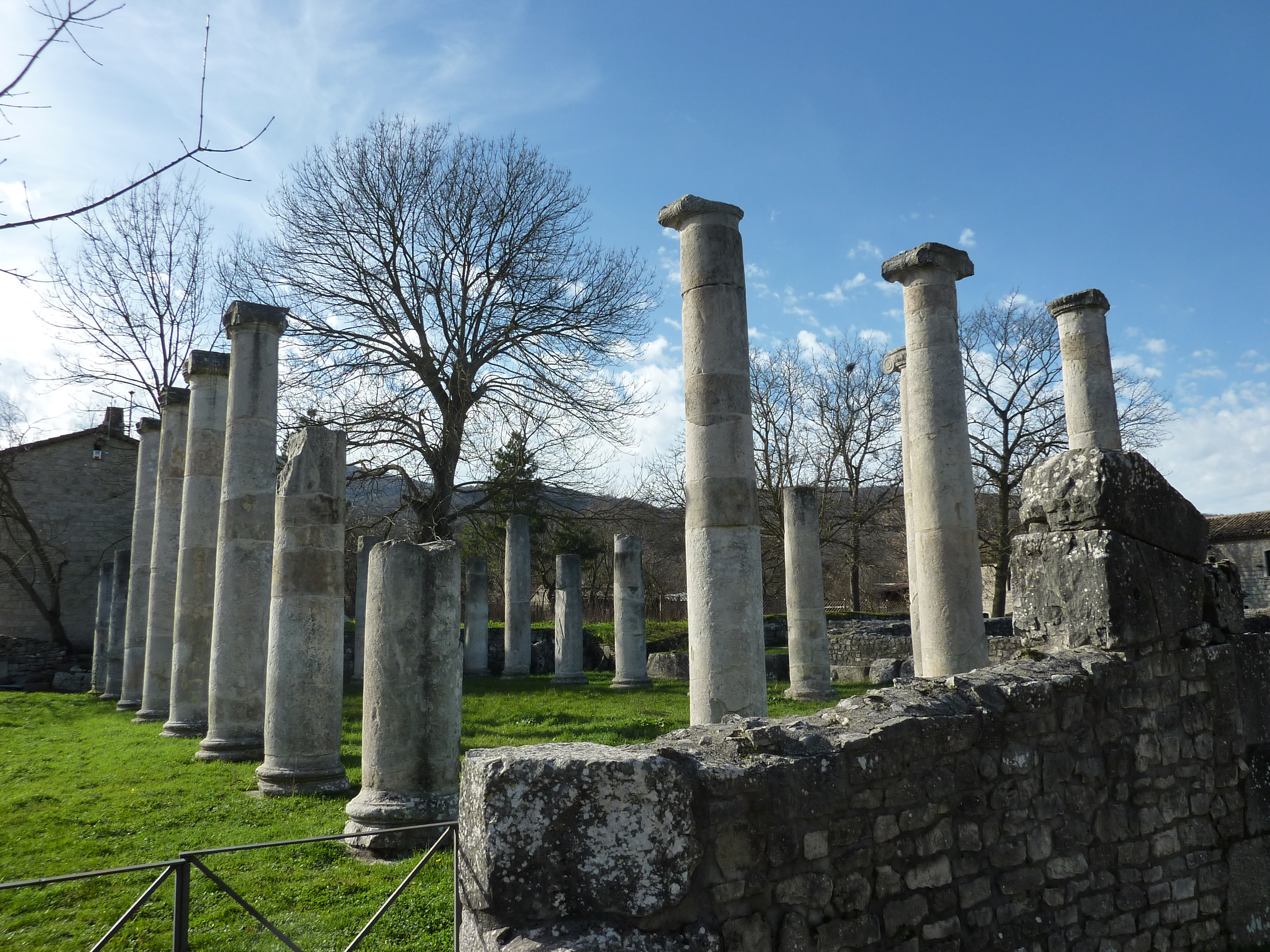
La basilica forense (Saepinum romana).

### La Basilica

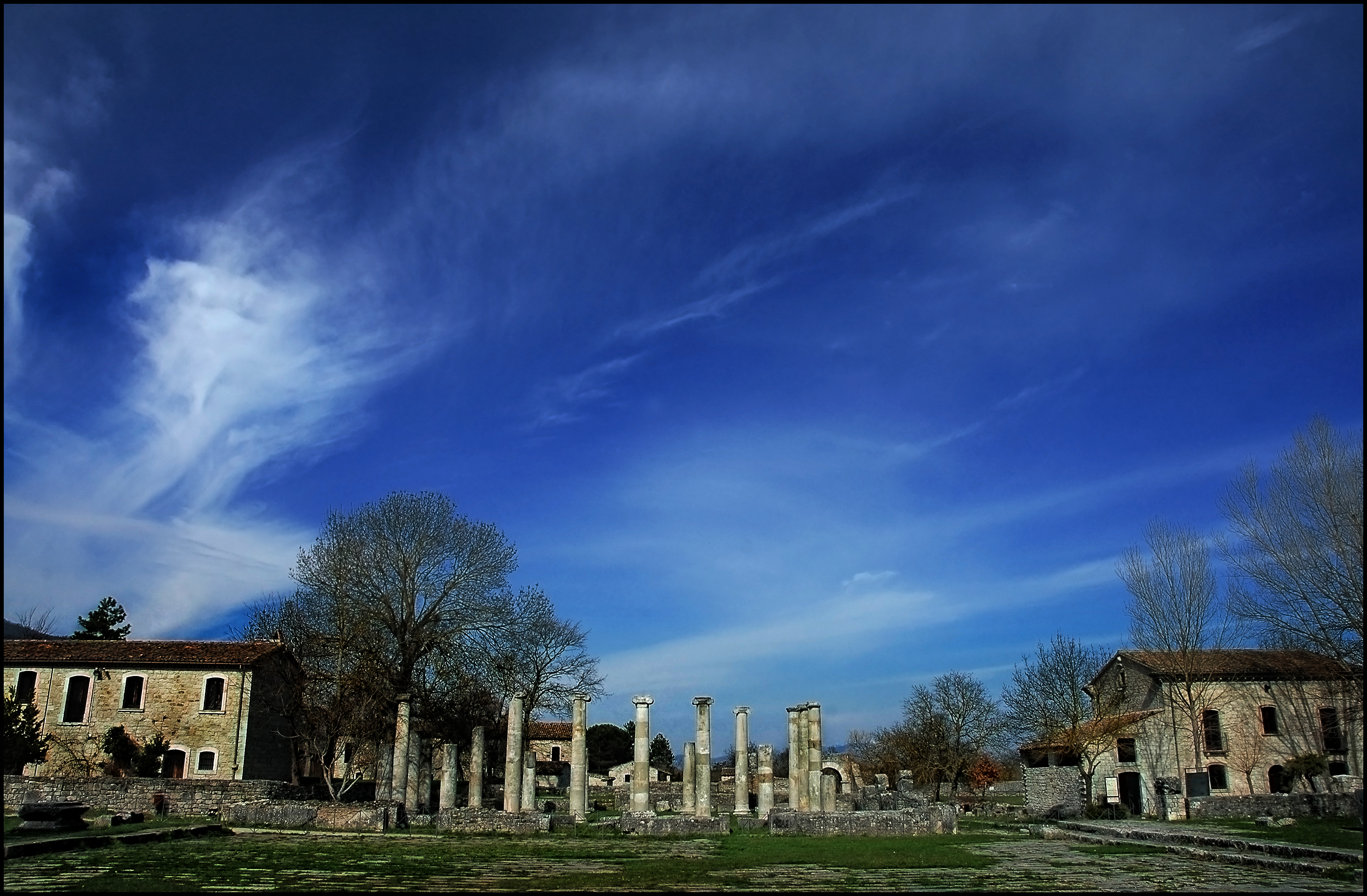
La basilica forense (Saepinum romana)

La basilica forense è ubicata in corrispondenza dell’incrocio fra cardo e decumano, in una posizione decisamente di rilievo, a chiusura del lato nord-ovest del foro. Presenta una pianta rettangolare di m. 31,60 x 20,40 suddivisa internamente da un peristilio di venti colonne a fusto liscio, quattro sui lati brevi ed otto sui lati lunghi, sormontati da capitelli di stile ionico. Il peristilio, del quale è scomparsa qualsiasi traccia di pavimentazione, anch'esso a pianta rettangolare (m. 19,50 x 9,00), è circondato da un peribolo largo m. 3,60. Il complesso architettonico, pertanto, doveva presentare uno spazio centrale di ampio respiro, probabilmente illuminato dall'alto, e la sua monumentalità qualificava l’intera area forense e ne costituiva l’elemento caratterizzante.
Essa era nell'antichità un edificio polivalente nelle sue funzioni, ove si svolgevano pratiche commerciali e attività giudiziarie e, in epoca imperiale, anche attività religiose collegate al culto dell’imperatore. In genere rappresentava un luogo di sosta e di incontro, frequentato tanto da personaggi di rango quanto da sfaccendati in cerca di svago. Pertanto sotto l’aspetto logistico la vicinanza con la piazza del foro è da considerarsi naturale, dettata dalla comodità di poter disporre di uno spazio coperto nelle immediate vicinanze del foro, al di là del cardo.
Nessuna traccia resta della pavimentazione originaria, che doveva essere probabilmente in lastre di calcare, simili a quelle del foro; anche riguardo all'alzato dell’edificio non è possibile stabilire se esso fosse dotato di una copertura unica a capanna oppure di una capriata lignea.  La struttura muraria del complesso architettonico è realizzata in opera incerta, con blocchetti di calcare di forma irregolare uniti con malta. Lo spessore dei muri perimetrali, che nel punto massimo raggiunge l’altezza di m. 1,10, è di cm. 60. La facciata principale della basilica, lunga m. 31,60, è allineata al cardo ed è rivolta verso la piazza del foro, l’altra facciata, posta sul lato corto di nord-est, misura m. 20,40 ed è allineata al decumano. Il lato corto sud occidentale, privo di ingressi, è attualmente interrato, ma la sua esistenza è documentata dalla relazione tecnica dello scavo effettuato nel 1880. Il muro del lato lungo nord occidentale, invece, è adiacente al lato sinistro dell’attiguo macellum, e non presenta ingressi.
Ciascuna delle due facciate principali, una allineata al cardo e l’altra al decumano, presenta una porta principale di accesso, larga m. 2,50, posta centralmente, e due minori, larghe m. 1,75, disposte simmetricamente ai due lati della principale. Tutti gli accessi sono provvisti di soglie, alte circa cm. 10, costituite da lastre di calcare.
Ciascuna delle venti colonne del peristilio poggia su un massiccio plinto di calcare quadrato di cm. 100 di lato ed ha un diametro alla base di cm. 75. Un restauro eseguito nel corso degli anni ’50 ha potuto ricostruire interamente solo 9 colonne, la cui altezza è di m. 6,15, mentre i fusti delle altre risultano solo in parte ricostruiti. I capitelli superstiti, dieci in tutto, sono di tipo ionico, in pietra calcarea locale, si presentano in genere di scarsa fattura e mostrano delle differenze nei particolari decorativi.
L’analisi attenta delle evidenze archeologiche ha dimostrato che la basilica certamente subì in antico numerosi interventi edilizi, modifiche e restauri. Essi sono confermati anche da una serie di testimonianze epigrafiche, che si sono rivelate assai utili ai fini di una ricostruzione della storia edilizia della basilica. In particolare, un'epigrafe di grosse dimensioni (oltre tre metri di lunghezza), ridotta in undici frammenti e risalente all’80 d.C. farebbe pensare a modifiche subite dal complesso edilizio grazie al munifico interessamento di Marcus Hirrius Fronto Neratius Pansa, in essa citato. Per questo s'ipotizza che l'epigrafe, considerata anche l’originaria dimensione, fosse posta al di sopra dell’entrata principale della basilica. Il prestigioso membro della gens Neratia, senatore di Roma, forse finanziò lavori di restauro della basilica e di altri edifici pubblici danneggiati dal terremoto avvenuto nel 50 d.C. Numerose altre iscrizioni risalgono alla metà del IV secolo d.C. quando Saepinum divenne capoluogo della Provincia Samnii  e fu interessata da grossi interventi statali promossi principalmente dal governatore della regione, Fabio Massimo.
L’unica testimonianza epigrafica tuttora in situ all'interno dell’edificio è costituita dall'iscrizione incisa sul prospetto a blocchi squadrati posto sul lato nord occidentale della basilica:
L(ucius) Naevius N(umeri) f(ilius) Pansa II vir quiq(uennalis)
Questa iscrizione risulta essere il più antico elemento databile relativo alla basilica. Con l’aiuto di altre iscrizioni epigrafiche è stato possibile ricostruire il cursus honorum percorso da Lucio Nevio Pansa nelle diverse magistrature, fino a giungere ai più alti livelli della carriera riservata ai cittadini di rango equestre. Pertanto è certo che Lucius Naevius Pansa sia da considerare, in qualità di patronus municipi, il fondatore dell’intero complesso architettonico, che risale quindi agli ultimi anni del I secolo a.C. Ed infatti la basilica sepinate si inserisce tipologicamente nella produzione architettonica di età tardo repubblicana o dei primi anni dell’impero, e si inquadra nell'ambito della vivace attività edilizia caratteristica della politica augustea, tesa a procurarsi l’appoggio delle classi medie italiche. Testimonianze epigrafiche successive attestano che in età imperiale altri membri appartenenti alla medesima famiglia di Pansa finanziarono interventi di restauro e manutenzione della basilica, secondo un costume comune in ambiente municipale e tipico delle famiglie facoltose, che non solo si assumevano l’onere della costruzione di opere pubbliche, ma trasmettevano agli eredi l’impegno della loro cura.

### IlTribunal columnatum
Sulla parete interna della basilica, nel muro del lato lungo nord occidentale, si aprono due porte di accesso, larghe circa m. 1,17 e poste a distanza di m. 6,10 che, attraverso tre gradini, immettono in un ambiente a pianta rettangolare, posto ad un livello più elevato rispetto al piano della basilica. Questo ambiente, largo m. 8,45 e profondo m. 3, originariamente pavimentato con lastre calcaree, rappresenta una specie di pronao, dal quale, attraverso un passaggio centrale, largo m. 1,95 e provvisto di soglia, è possibile accedere ad un’aula a pianta rettangolare (m. 14,85 x 9,60), situata ad un livello più elevato, che presenta un’abside sulla parete di fondo. È probabile che avesse una copertura a capriate lignee, considerata la stretta relazione esistente con l’edificio della basilica, con la quale costituiva un unico complesso organico dal punto di vista architettonico.
Tale struttura comunica esclusivamente con la parte interna della basilica e quindi è da considerarsi parte integrante di essa: poiché è sopraelevata rispetto al piano della basilica e si trova sul lato opposto alla facciata principale della basilica, possiede le caratteristiche tipiche del tribunal columnatum, una "tribuna" dall'alto della quale i magistrati locali esercitavano ufficialmente le loro funzioni.
L’analisi delle strutture murarie dell’aula ha evidenziato alcune trasformazioni subite nel corso del tempo. Risultano infatti ben evidenti le giunzioni tra le murature preesistenti e quelle di epoca successiva, estranee all'impianto edilizio primitivo. Di sicuro l’abside semicircolare venne costruita in epoca successiva, abbattendo il muro di fondo originario; furono anche prolungati di m. 5,85 oltre l’abside i due muri laterali, che vennero poi raccordati con un nuovo muro posteriore. Proprio la presenza dell’abside indusse lo stesso Cianfarani a supporre che nel IV secolo d.C. l’edificio fosse stato utilizzato come sede di culto cristiano. Non sarebbe improbabile, dal momento che negli anni della disgregazione dell’impero molti edifici passarono gradualmente da una funzione civile a una religiosa. Le ristrutturazioni subite dall'edificio sono attestate anche da testimonianze epigrafiche, databili alla metà del IV secolo d.C. che riguardarono anche parti della basilica, forse dopo il terremoto del 346 d.C.
I lavori furono promossi dal governatore della provincia Fabius Maximus vir clarissimus (cioè di dignità senatoria) e proseguiti dal suo successore Flavius Uranius vir perfectissimus (cioè di dignità equestre), che fece decorare la struttura con marmi pregiati:
Fl(avius) Uranius v(ir) p(erfectissimus) rect(or) pr(ovinciae) tribunal quod minus (ex)ornatum repperit sple(ndore) (ma)rmorum decoravit.
Flavio Uranio, uomo di rango equestre, governatore della provincia, decorò con splendidi marmi il tribunale, che aveva trovato disadorno.
In questa occasione, pertanto, si procedette non solo a lavori di ristrutturazione della basilica (restauro del colonnato, consolidamento della facciata, rifacimento del pavimento), ma anche ad interventi di ristrutturazione del tribunal con l’inserimento dell’abside.

### IlMacellum

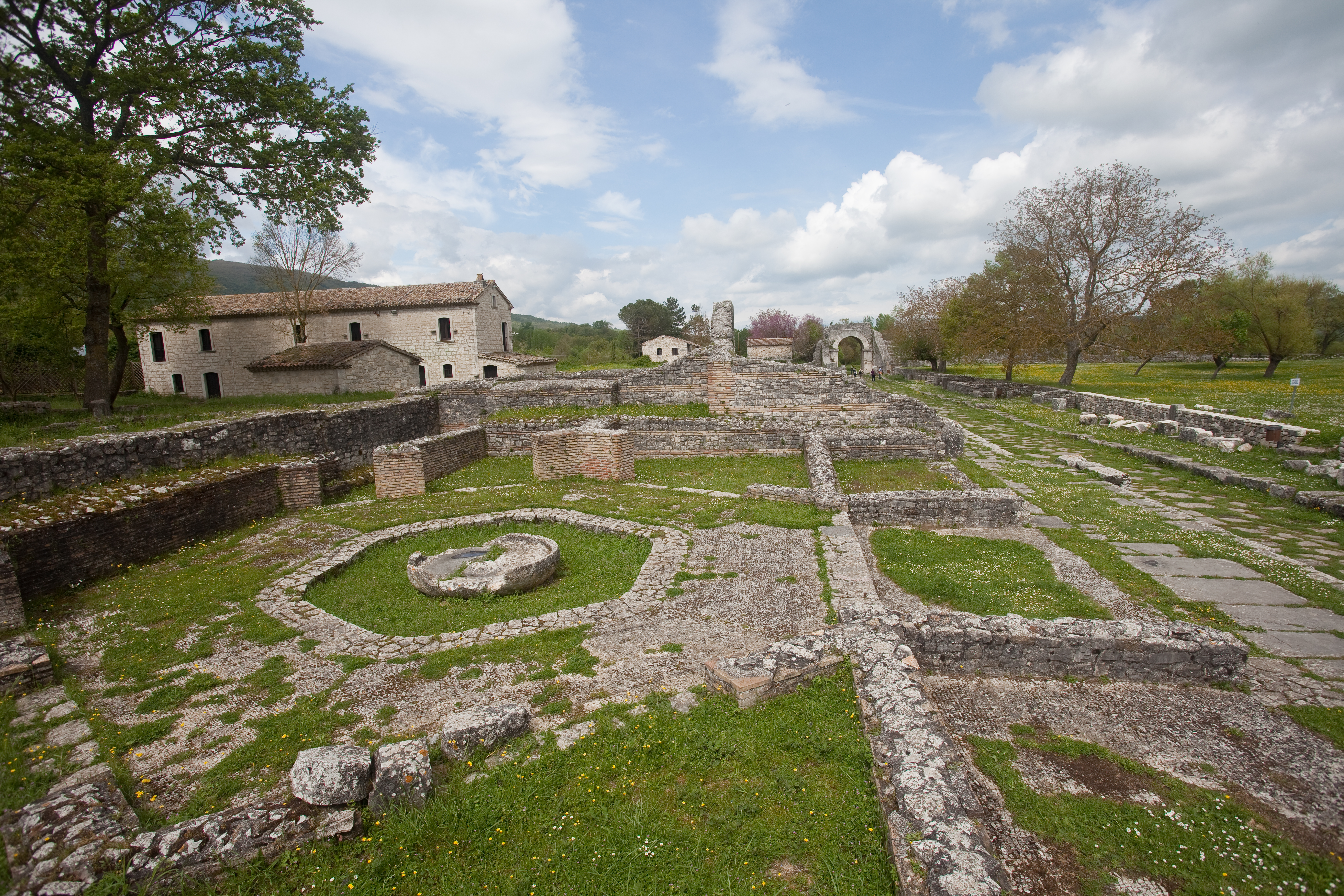
Il macellum (Saepinum romana).

Adiacente alla basilica, il macellum si affaccia direttamente sul decumano, con un acceso rialzato rispetto al livello stradale, sottolineato da un’ampia fascia di rispetto lastricata, larga m. 2,75. Originale appare la sua ubicazione, a ridosso dell’area pubblica ed in posizione centrale, ma dislocato decisamente in una posizione defilata rispetto alla basilica e al foro.
L'edificio, destinato alla vendita al dettaglio dei generi alimentari, ha pianta rettangolare ed è preceduto da un atrio a pilastrini quadrati; all'esterno presenta un passaggio pedonale di attraversamento del decumano. Le murature perimetrali, invece, in ciottoli e malta, sono frutto del restauro eseguito nel 1958.
Un breve corridoio immette nell'ambiente centrale a pianta esagonale, pavimentato con grosse tessere bianche di calcare locale e di forma irregolare. Da ognuno dei quattro lati dell’esagono si accede alle tabernae, negozi e botteghe che conservano ancora la pavimentazione originale in mattoni cotti. Al centro dell’esagono trova posto un bacino della stessa forma che accoglie una vecchia macina di frantoio, utilizzata come vasca ed inserita in epoca tarda.
Il testo di un'iscrizione epigrafica informa che il finanziatore dell’intero complesso fu un certo Marcus Annius Phoebus e che al centro del cortile interno era presente un colonnato, con applicazioni decorative e rifiniture in bronzo e marmo, delle quali non si conserva più traccia.
Il Macellum sepinate, sulla base degli elementi architettonici e dello schema planimetrico, sembra risalire ai primi decenni del I secolo d.C. e anch'esso fu restaurato nella seconda metà del IV secolo d.C. in occasione dell'istituzione della Provincia Samnii.

### Le Terme

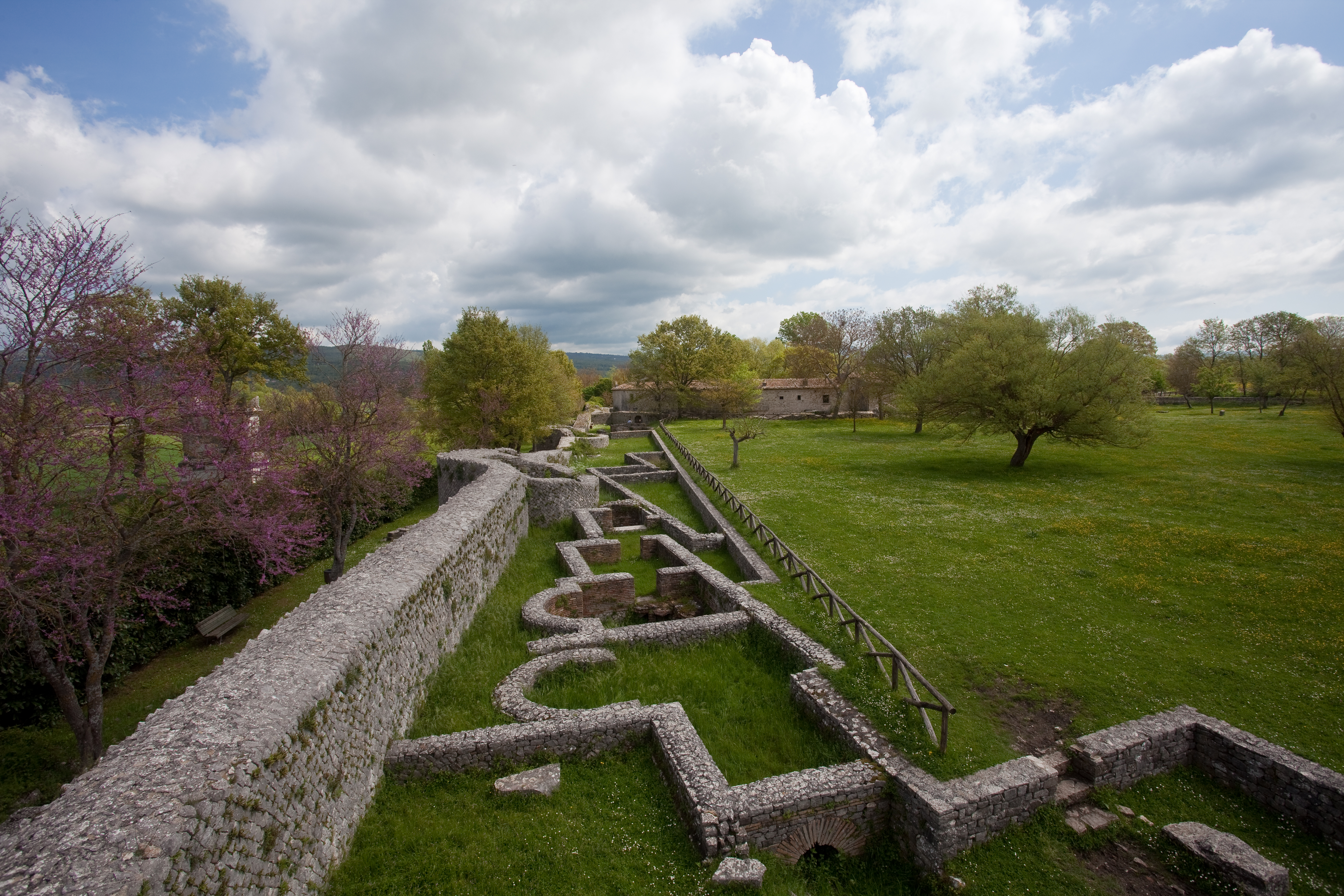
Le Terme (Saepinum romana).

L’edificio pubblico delle terme, posto di fronte al forum al di là del decumano, è senza dubbio uno degli edifici sepinati più estesi ed è l’unico di questa area non completamente riportato alla luce. Si suppone che debba espandersi assai più in profondità, verso la zona non scavata.
Attualmente l’edificio si estende in lunghezza per m. 28,30 ed in profondità per m. 19,25 essendo il resto occupato ancora dall'interro. Parte integrante dell’edificio è un portico, lungo m. 18,50 che risulta prospiciente in parte la piazza ed in parte il decumano, e presenta una profondità di m. 3,40. Purtroppo del colonnato si conservano solo i cinque plinti calcarei sui quali poggiavano le colonne.
Sia per l'ubicazione sia per le dimensioni, l’edificio svolgeva certamente una funzione di carattere pubblico; alcuni elementi caratteristici, come la presenza di numerose pareti curvilinee, lasciano supporre che si tratti di un complesso di carattere termale. La pianta, inoltre, si presenta particolarmente complessa ed articolata, con una serie di ambienti fra loro comunicanti e disposti in maniera simmetrica. Anche la presenza rilevata nella zona di un complesso sistema fognante è compatibile con le esigenze di un edificio termale, che deve provvedere allo smaltimento dell'ingente quantità di acqua utilizzata.
Allo stato attuale, l’esame della pianta dell’edificio non mostra con evidenza gli elementi caratteristici di un impianto termale (frigidarium, calidarium, praefurnium, ecc. ), ma si suppone che essi siano ancora sotto la vasta area interrata, che copre la porzione nord-orientale, e che quindi le strutture visibili rappresentino solo l’ingresso principale ed alcuni ambienti di servizio secondari. Del resto un complesso termale si inserirebbe agevolmente in un’area così ricca di edifici di carattere pubblico.
Tutte le strutture murarie sono realizzate, secondo l’uso locale, in opera incerta, cioè con blocchetti irregolari di pietra legati con malta, e presentano uno spessore di cm. 60 ad esclusione dell’esedra, che misura cm. 90. La costruzione della struttura risalirebbe quasi certamente alla fine del I secolo d.C. oppure agli inizi del II secolo d.C. cioè a un’epoca successiva alla costruzione delle tabernae  presenti in quell'area.
Per l’identificazione dell’edificio sono utili due iscrizioni epigrafiche, le quali attestano la realizzazione di due interventi di restauro, effettuati negli anni 352-357, finanziati entrambi dal governatore provinciale Fabius Maximus e realizzati dal curator  sepinate Neratius Constantius. Nella prima si dice che egli si impegnò personalmente per la realizzazione di un intervento di restauro del portico monumentale delle terme (porticus thermarum vetustate conlapsas restituit); nella seconda, che finanziò a proprie spese un restauro delle thermae Silvani. In entrambi i casi l’intervento si era reso necessario a causa della fatiscenza (vetustate) delle strutture architettoniche del complesso. Sembra dunque che le due iscrizioni facciano riferimento al medesimo edificio termale, che va identificato come “Terme di Silvano”, l’unico edificio sepinate di cui è nota la denominazione originale. La specificazione Silvani potrebbe essere stata dettata dall'esigenza di distinguerle da un'altra analoga costruzione a carattere termale presente a Sepino.
Infatti nel 1955, durante la fase di restauro del tratto di muro di cinta compreso fra porta Boiano ed il teatro, scavando una porzione di terreno stretta ed allungata a ridosso della muratura, chiamata pomerium, venne portata alla luce una sequenza di ambienti risalenti al II secolo d.C. e orientati parallelamente al decumano, in più punti addossati direttamente al paramento interno del muro di cinta. Vennero identificati subito come impianto termale, di dimensioni ridotte, in considerazione della presenza di tubuli applicati alle pareti, per il passaggio dell’aria calda, di un hypocaustum sollevato mediante colonnine di mattoni (suspensurae) posto sotto la pavimentazione interna, del praefurnium esterno per la produzione di aria calda da distribuire negli ambienti e di vasche disposte in stretta successione per i bagni in acque a diverse temperature. Gran parte della struttura è ancora oggi interrata e nulla rimane dell'originaria pavimentazione musiva del primo vano, collocata su una pavimentazione di coccio pesto, sulla quale si intravede ancora l'impronta delle tessere del mosaico.
L’esistenza di un secondo complesso termale a Saepinum non deve essere considerato anomalo, trattandosi di un evento piuttosto frequente in numerose località romane di epoca imperiale. Del resto l'intera zona era assai ricca di acque e ben si prestava alla pratica delle attività termali.

### La Fontana del Grifo

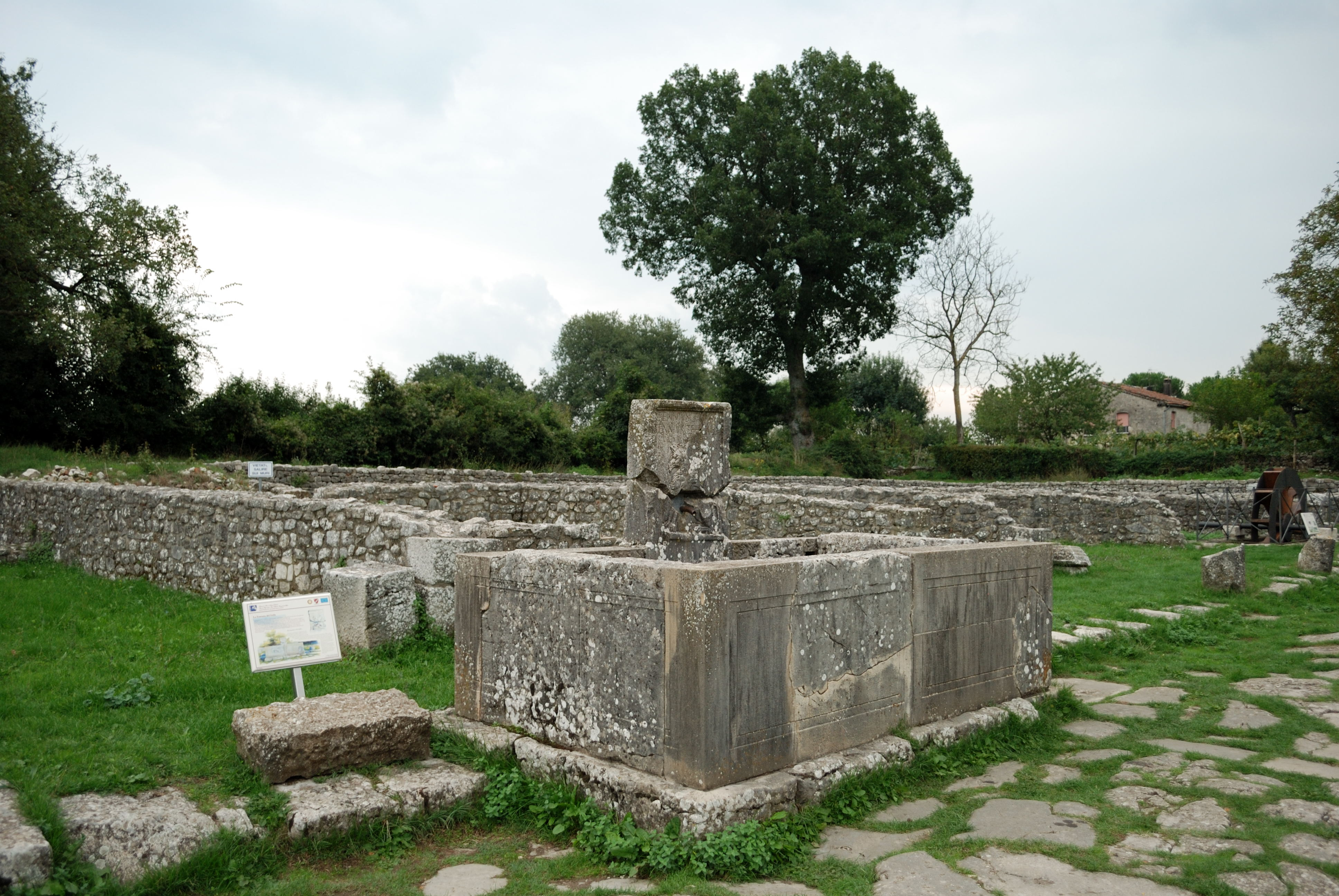
Fontana del Grifo (Saepinum romana).

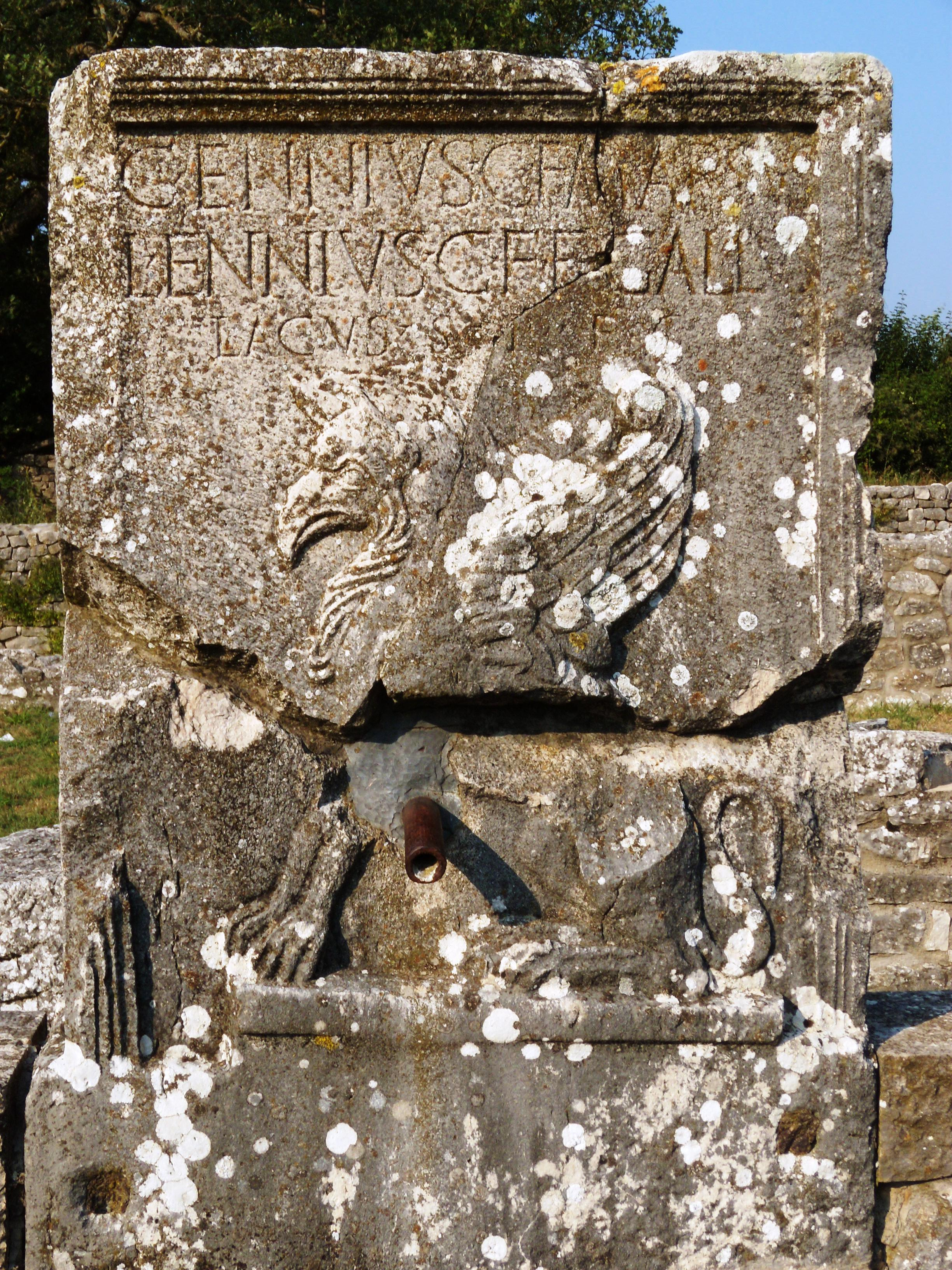
Fontana del grifo (particolare)

La fontana del Grifo sorge lungo il lato nord orientale del decumano, ad una decina di metri dalla piazza del forum al limite tra la zona pubblica e quella privata, fra l’edificio termale e una domus adiacente. Nel corso dell'intervento di restauro, effettuato nel 1973, le parti mancanti del monumento sono state integrate con elementi nuovi, in pietra calcarea di Guardialfiera, allo scopo di mettere in evidenza deliberatamente le parti aggiunte e renderle distinguibili da quelle originali.
La fontana è così denominata per la decorazione presente sul prospetto, raffigurante l’immagine a rilievo di un grifo, rivolto a sinistra, ritto sulle zampe anteriori ed accucciato sulle zampe posteriori, con le ali ripiegate all'indietro. La testa aquilina ha un grosso becco adunco, l’occhio obliquo e le orecchie dritte e sporgenti, una criniera folta che spiove sul dorso. La figura, vista di scorcio, è scolpita a rilievo, con un'impostazione prospettica. Fra il torace e le zampe anteriori vi è il foro per la fuoriuscita della condotta dell’acqua.
Il bacino, di forma rettangolare, recuperato col restauro alla sua antica funzione, misura m. 3,00 x 1,85 ed ha un parapetto alto cm. 89 da terra. L’acqua in eccedenza fuoriusciva dal bacino attraverso dei canaletti praticati sul bordo dei lati brevi, e defluiva nella fognatura per mezzo di una grata tuttora presente sul lato destro della fontana, a livello del basolato. Numerosi sono gli esemplari di fontane di epoca romana rinvenuti, ad esempio, a Pompei ed Ercolano, e soprattutto a Roma, dove la manutenzione era affidata agli aquarii, trattandosi di opere di pubblica utilità. Nel caso della fontana di Saepinum, la forma monumentale e ben curata nei dettagli mostra che essa venne concepita anche in funzione ornamentale.
Un'iscrizione, presente sul prospetto della fontana attesta che l’opera si deve alla munificenza di Caius Ennius Marsus e di suo figlio Lucius Ennius Gallus, e presenta il seguente testo:
C(aius) Ennius C(ai) f(ilius) Marsus L(ucius) Ennius C(ai) f(ilius), f(ilius), Gallus lacus s(ua) p(ecunia) f(aciundos) c(uraverunt)
“Caio Ennio Marso, figlio di Caio, (padre) Lucio Ennio Gallo, figlio di Caio, figlio, curarono la costruzione a proprie spese di (alcune) fontane”.
Di Ennio Marso documenta la carriera militare e civile l’ampia iscrizione presente sul grande mausoleo cilindrico posto fuori porta Benevento, lungo il margine sinistro del tratturo. Il termine plurale lacus attesta, inoltre, che padre e figlio fecero costruire a proprie spese due o più fontane, all'atto di assumere una carica magistratuale municipale, rivestita in coppia, come era in uso all'epoca. Cronologicamente la fontana si colloca all'epoca della costruzione delle mura (databili tra il 2 a.C. ed il 4 d.C.), in quel periodo di grande fervore edilizio e di rinnovamento urbanistico, che interessò la città in pieno periodo augusteo, a cui partecipò attivamente lo stesso Ennio Marso con l'edificazione del proprio monumento funerario.

### Altri edifici del decumano

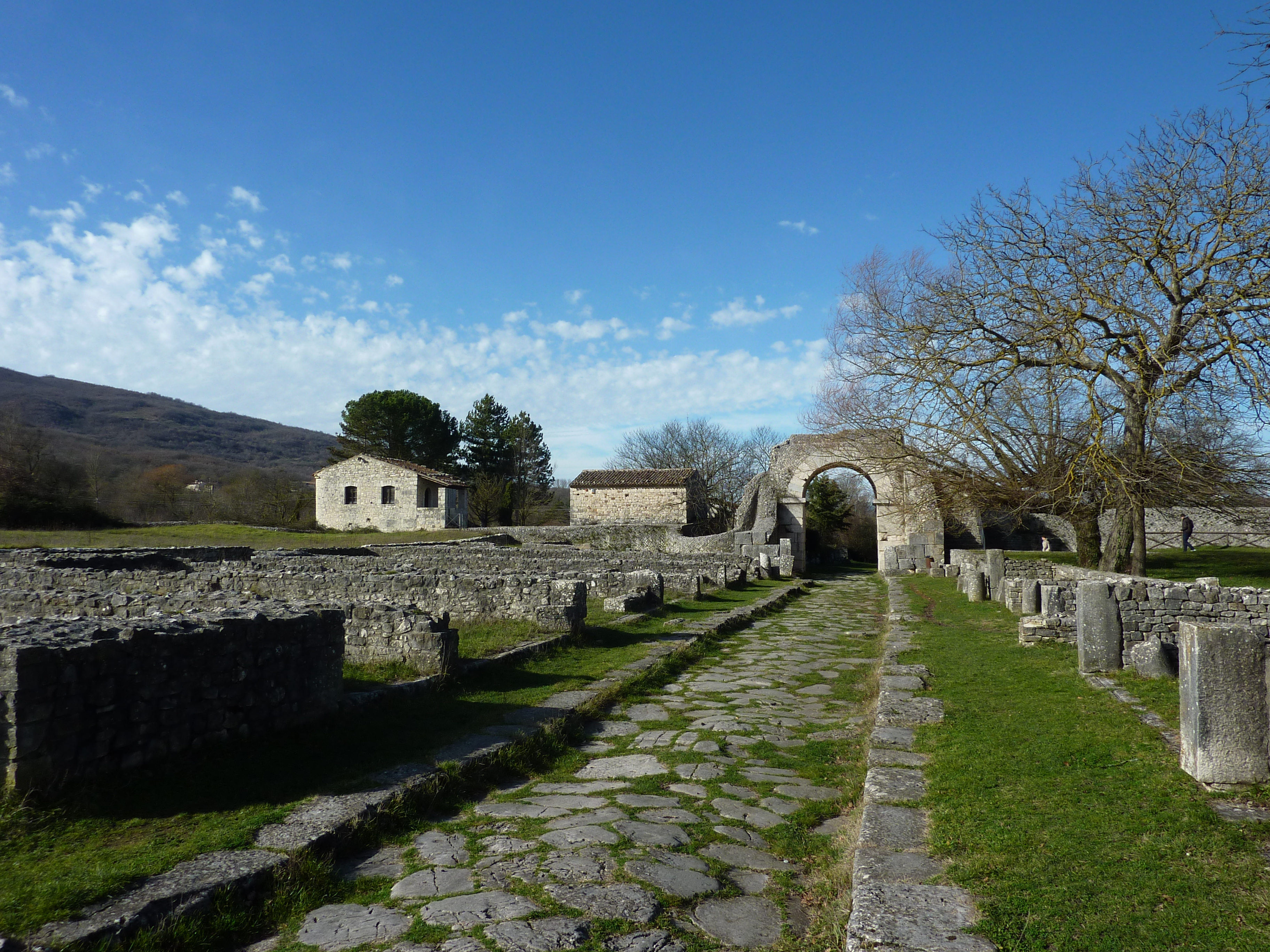
Il decumano.

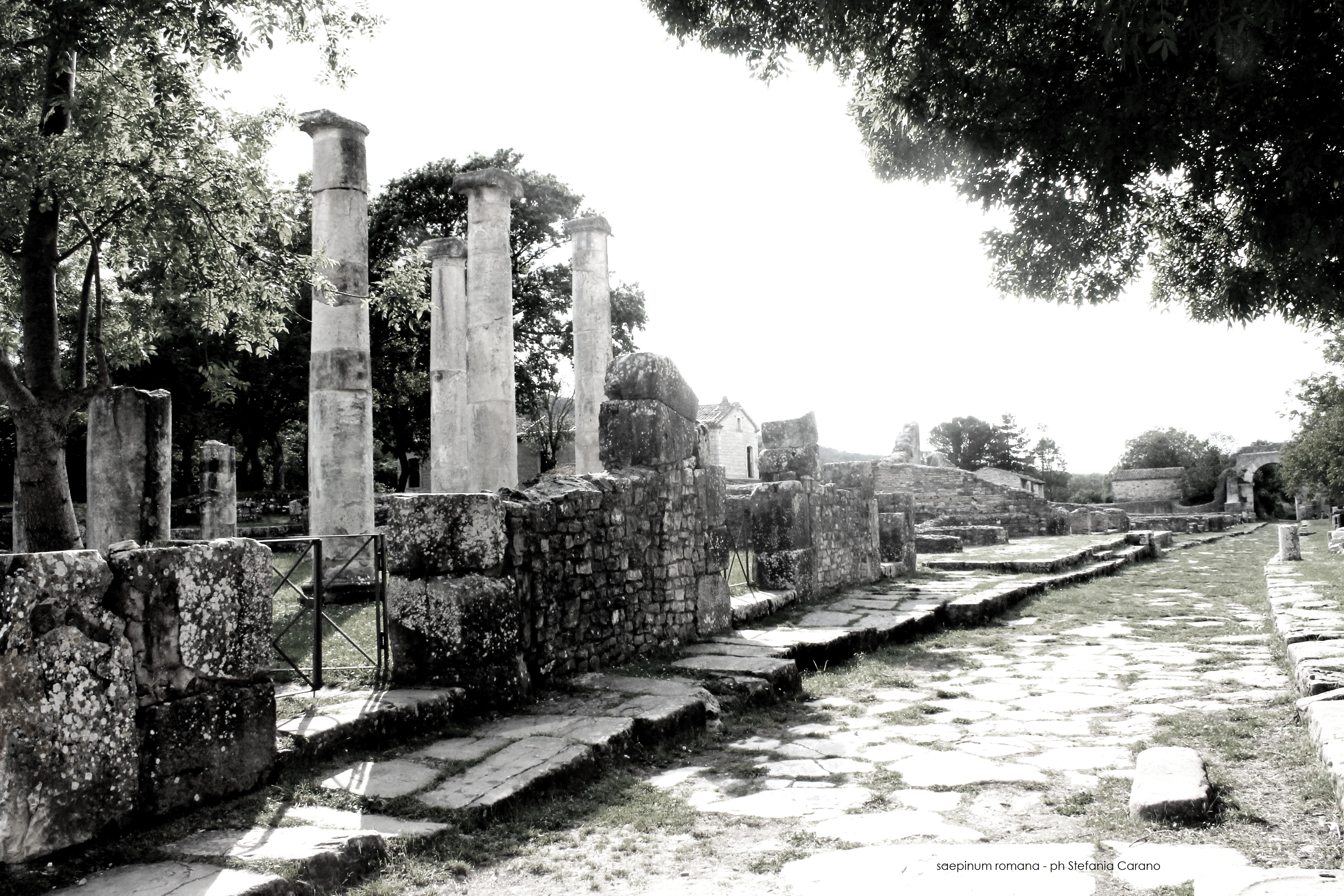
Il decumano.

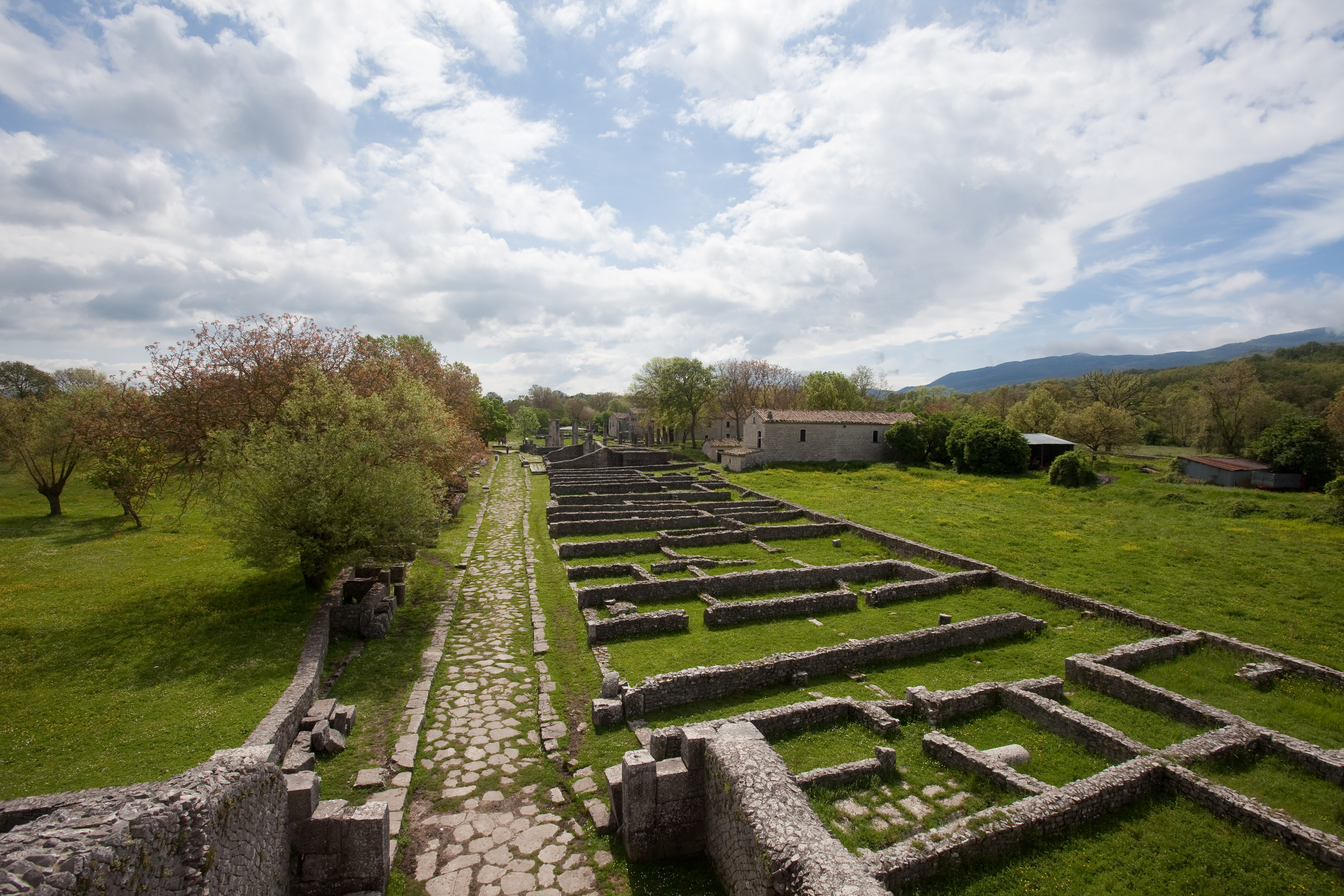
Il decumano.

Le diverse campagne di scavo, a cominciare da quelle ottocentesche, hanno riportato alla luce tracce di un quartiere popolare, fatto di abitazioni e botteghe private, affacciate lungo il tratto di decumano che da Porta Bojano conduce verso il foro. Entro i limiti della linea tratturale, all'interno dell'area demaniale, nel 1955 fu effettuato uno sbancamento allo scopo di raccordare due importanti monumenti di recente restaurati e restituiti alle originarie dimensioni, porta Bojano, all'estremità nord-ovest del decumano, ed il foro, all'incrocio col cardo. Si procedette per una lunghezza di circa settanta metri lungo il decumano, per una profondità di quindici metri sul margine di sud-ovest e solo per pochi metri sul lato opposto della strada. All'epoca il disegno degli edifici e le strutture delle murature subirono un massiccio, quanto inopportuno intervento di consolidamento e restauro, con interpolazioni e trasformazioni che rendono oggi difficile la lettura dei dettagli archeologici dell’intera area.
Fedele all'originale restano solo l’orientamento generale delle strutture e la successione degli ambienti, di varia larghezza ma di profondità costante, talvolta separati da modesti bracci viari pedonali. La semplice architettura e la modesta qualità dei materiali fanno pensare ad un quartiere popolare. Ciascun ambiente presenta sul fronte strada un locale adibito a bottega e nel retro delle stanze di abitazione. Sul margine dei marciapiedi (crepidines) si riconoscono, a distanze non regolari, tracce di colonnine, che lasciano supporre l'esistenza di un porticato, forse discontinuo, e la presenza di ballatoi sopraelevati affacciati sulla strada. Inoltre fra i due marciapiedi sono frequenti serie di basole sopraelevate (insulae), utilizzate per l’attraversamento della strada anche in presenza di abbondante acqua piovana. È probabile che l’impianto originario di questi ambienti si debba far risalire ad età pre-augustea.
Nella parte finale del tratto di decumano in questione, adiacente al lato nord occidentale del macellum, particolarmente interessante risulta essere un edificio, destinato probabilmente a luogo di culto, a pianta quasi quadrata (m 8,70 x m 9,00), preceduto da un ampio pronao trapezoidale, profondo circa sette metri, con pilastri di laterizio eretti sulla linea della soglia; scavata al centro della pavimentazione del pronao c’è una vaschetta quadrata, rivestita di marmi policromi, da cui si diparte una canaletta coperta in direzione del decumano. L'ingresso presenta un portale monumentale largo m 3,40 con stipiti in pietra, costituiti da grandi blocchi sovrapposti, attraverso il quale si accede, superando una soglia in pietra con due gradini rialzati, all'edificio templare, che presenta al suo interno, addossato alla parete di fondo, un bancone rialzato, alto cm 90, rivestito in marmo, sul quale, probabilmente, trovavano posto le immagini di culto e le statue degli dei. Il paramento e l’alzato del vano sono frutto di un restauro pressoché integrale. Dal punto di vista cronologico l’impianto originario non doveva essere successivo al I secolo d.C.
Superato l’incrocio viario con il cardo, proseguendo in direzione porta Benevento lungo il successivo tratto di decumano adiacente al lato lungo nordorientale del foro, è presente un’area in più occasioni oggetto di indagini archeologiche. Degli scavi ottocenteschi restano solo pochi disegni e qualche relazione, ma soprattutto manca un’analisi di insieme della scansione degli edifici, una visione articolata della complessità dell’impianto riportato alla luce. L'improvvisa morte del Mucci, poi, pregiudicò la continuazione degli scavi, e determinò il deterioramento delle murature ed il loro progressivo rinterro. Nel 1933 e nel 1940 vennero progettati diversi piani di “ripulimento e di sgombero” dell’area, ma sembra che abbiano avuto scarsa efficacia.
A partire dal 1952, per volontà di Valerio Cianfarani, vennero riprese le attività nell'area del foro, sia provvedendo allo sterro della piazza, sia intervenendo sugli edifici presenti sul lato lungo nord orientale, mediante opera di ricostruzione, restauro e consolidamento delle murature esistenti. Anche in questo occasione, con il restauro delle strutture emergenti si intese restituire un'asettica e ben ordinata sequenza di edifici; si avvertì anche l’esigenza di riportare in piano e di raccordare le quote dei pavimenti, delle soglie, della crepidine e della lastricatura della piazza. Si provvide con cura a restituire continuità alle murature ed agli alzati, probabilmente smembrati, ricostruendo in tal modo una scenografia di volumi, affioranti da terra, omogenea e ben ordinata, secondo una sequenza sicuramente disciplinata ma decisamente astratta, in quanto frutto di una forzatura interpretativa. Pertanto risulta tuttora difficile una definizione cronologica dei diversi ambienti, sia sulla base della documentazione di scavo, sia dall'esame delle strutture, considerato il lungo deterioramento e le evidenti manipolazioni subite nel corso degli anni ‘50.
Il primo degli edifici, all'angolo tra il cardo e l’area del foro, presenta una pianta decisamente rettangolare (m 11,10 x 14,25 x 10,67 x 13,67) ed è costituito da un unico ambiente, con fronte sghemba ed aperta verso la crepidine del foro. Disposti su due file, otto plinti quadrati, di un metro di lato, si dispongono ad intervalli regolari, lasciando supporre l’esistenza di un pronao a pilastri. All'interno il pavimento, di cui restano solo modesti frammenti, è costituito da grosse tessere di calcare, tagliate in modo irregolare. L'identificazione di questo ambiente con la curia, sede dell’assemblea dei decurioni, proposta dal Cianfarani, appare plausibile, anche se non esistono concreti elementi di prova e di verifica. Altri hanno preferito identificarlo come il luogo destinato alle assemblee del popolo (comitium). Incerta è la sua datazione.
Attiguo al precedente è un secondo edificio, di dimensioni minori, perfettamente orientato sul foro, a pianta rettangolare (m 12,00 x 7,80), preceduto in facciata da quattro pilastri; internamente è suddiviso da una parete trasversale, lunga m 4,50, in due vani distinti, il primo pavimentato con grandi lastre di calcare ben conservate, il secondo, più antico, con un pavimento in signino, con inserti di tessere bianche, parte allineate, parte distribuite irregolarmente. Incerta, anche in questo caso, la destinazione dell’edificio, anche se è evidente che debba considerarsi un edificio pubblico.
Il terzo edificio ha una posizione centrale e decisamente sopravanzata sulla piazza del foro. È costituito da due corpi rettangolari allineati: quello anteriore (m 9,90 x 3,20) costituisce una rampa di accesso al podio retrostante ed è preceduto da tre cippi, in posizione centrale, sul primo gradino della crepidine, uno dei quali con dedica all'imperatore Costantino. Il corpo posteriore costituisce il podio (m 10,50 x 9,25) di un tempio, diviso all'interno da un muro trasversale in due vani, all'incirca di dimensioni uguali. Difficile definire attraverso la sola indagine archeologica una precisa datazione, che dovrebbe risalire agli inizi del I secolo d.C. L’edificio sarebbe da identificarsi con un tempio forse dedicato a Giove Ottimo Massimo, il cui culto è attestato a Saepinum da varie iscrizioni epigrafiche.
Lo scavo stratigrafico dell’interno del podio, eseguito negli anni 1977-1978, ha mostrato la presenza di sovrapposizioni edilizie. La presenza di vasche impermeabilizzate e fra loro comunicanti ha fatto ipotizzare l'esistenza di un edificio industriale, una fullonica, destinata alla lavorazione ed alla pulitura dei panni. L’attività dell’impianto cessò negli ultimi decenni del II secolo a.C. e poco dopo l’area fu rioccupata da una casa di abitazione.
Il quarto edificio presenta una pianta quasi quadrata (m 10,00 x 9,85 x 10,20) e una muratura perimetrale frutto di restauro. Il frontespizio prospiciente la piazza è preceduto da due gradini e la pavimentazione è in lastre di calcare bianco locale, perfettamente squadrate e combacianti, disposte in serie parallele. Il locale si apre direttamente sul foro mediante un portico ornato da una coppia di colonne poste tra due pilastri scanalati. L’aula può forse datarsi al III – IV secolo d.C. e la sua destinazione potrebbe essere stata quella a sede di culto imperiale, dal momento che al suo interno sono stati rinvenuti una statua ed una dedica ad Elena, madre dell’imperatore Costantino.
Chiude la serie delle costruzioni sul lato nord–est del foro il grosso complesso edilizio delle terme, di fronte al quale è ubicata l’elegante fontana del grifo alato, posizionata già oltre il lato corto sud orientale del foro. Proseguendo oltre il foro lungo il decumano, in direzione di Porta Benevento, sul lato sinistro sono stati riportati alla luce una domus ed alcuni edifici industriali.
L’abitazione, piuttosto signorile, ha un impianto planimetrico caratteristico, del tipo definito “pompeiano”, perché studiato inizialmente proprio a Pompei, ma molto diffuso nel Sannio. Essa è attualmente conosciuta come “la casa dell’impluvio sannitico”, poiché al di sotto delle strutture di età romana è stato rinvenuto un impluvium  in mattonelle di terracotta, con una cornice in cotto sui cui bordi erano incise lettere in lingua osca, risalente al II secolo a.C., un particolare che testimonia la presenza nei livelli sottostanti di una casa signorile della Sepino sannitica. Ai lati del corridoio di ingresso dell’abitazione si aprono due botteghe uguali, di forma rettangolare (m 5,30 x 6,23), probabilmente precedute da un portico, che si affacciano direttamente sul decumano: in quella di sinistra è ancora visibile il banco per la vendita. Il corridoio introduce nell'atrium, al centro del quale è posizionato un impluvium in pietra calcarea, con cornice sagomata: esso raccoglieva l’acqua piovana che scendeva giù dai tetti del cortile. La casa ha una pianta romboidale (m 14,60 x 17,85) con i lati lunghi orientati sul cardo. Sul cortile della casa si affaccia una serie di stanze rettangolari (cubicula), a diversa destinazione. Della pavimentazione restano solo alcuni elementi in pietra o in cotto. È probabile che l’edificio avesse anche un piano sopraelevato.
Si affianca a questa abitazione e ne condivide il lato lungo nord occidentale, un edificio che il Cianfarani identificò come un mulino ad acqua (hydromula), poiché all'ingresso, ricavata sul margine del marciapiedi, si apre una stretta fossa rettangolare, rivestita in cocciopisto, nella quale era posizionata una ruota idraulica, messa in azione da un getto di acqua, la cui pressione poteva essere regolata mediante un sistema di piccole chiuse. Il precario stato di conservazione delle strutture interne della casa e le alterazioni apportate dagli interventi di restauro dell’epoca non consentono una valutazione più dettagliata del complesso edilizio.
Chiude la sequenza degli edifici riportati alla luce su questo lato del decumano un altro edificio a carattere industriale, che occupa l’estremo limite della fascia scavata nella zona forense e presenta una struttura composita. La parte che affaccia sulla strada è una tradizionale taberna aperta sulla crepidine porticata del decumano, con le murature laterali allineate al cardo. Dal tipico ambiente della bottega si accede sul retro in un cortile a pianta quadrata, fornito di impluvium al centro, da cui, attraverso un corridoio laterale, si entra a sinistra in un ambiente abitativo rettangolare di modeste dimensioni, a destra in una vasta area che costituisce l’opificio vero e proprio, dotato di un ampio ingresso indipendente sulla strada, nel quale sono interrati cinque grandi vasche circolari in terracotta, ricavate nel pavimento, fra loro collegate da canalette superficiali in cotto. Restano pochi lembi della pavimentazione originaria e tracce irregolari di un muretto presso l’ingresso. Identificato inizialmente dallo stesso Cianfarani come un frantoio oleario (trapetum), l’edificio fa pensare piuttosto all'impianto di una conceria, in analogia con numerosi altri esempi antichi, soprattutto a Pompei, ed a causa della presenza delle tipiche vasche basse, incavate nel pavimento. La presenza in zona di altre attività artigianali, inoltre, lascerebbe pensare ad una caratterizzazione dell’intero quartiere come commerciale ed artigianale. Senza considerare che l’area di Sepino, per le sfavorevoli condizioni climatiche, poco si prestava alla produzione olearia, laddove la vicinanza di Venafro e dell’area collinare adriatica consentiva agevolmente l’importazione del prodotto.
Risale ad anni recenti l’esplorazione archeologica del lato corto sud orientale del foro, contrapposto alla basilica. Ignorata dagli scavi ottocenteschi, l’area fu solo in parte oggetto di un primo saggio di scavo nel 1928. La ripresa delle indagini e della sistemazione dell’area forense negli anni 1952 – 1955 costituirono l’occasione per un nuovo intervento, sia pure marginale. Si trattò, in verità, di escavazioni disordinate, con accumulo di detriti e di materiali diversi, e di un assestamento superficiale del terreno.
Il primo recupero sistematico dell’area risale al 1976, quando vennero riportati alla luce quattro ambienti, di uguale profondità (m 5,90 circa), disposti in ordinata sequenza, secondo uno schema planimetrico ripetitivo ed elementare. Il muro di fondo, comune a tutti gli ambienti, corre per circa 20 metri, ed i muri divisori dei vani sono ad esso perpendicolari, secondo uno schema a pettine ben definito. Tra la linea di soglia in calcare dei vani e la crepidine del lato corto del foro, quattro plinti incassati nel terreno sono la residua testimonianza di un porticato posto un tempo di fronte agli edifici.
Il primo vano, da sud, ha pianta rettangolare e presenta un pavimento in signino di stucco rosso, con inserti di tessere policrome. Il pavimento risulta profondamente avvallato sotto il peso del crollo di una parte delle strutture dell’alzato ed è ricoperto di sabbia e terra.
Il secondo vano ha subito una parziale riduzione della profondità, mediante l’inserimento di un nuovo muro di fondo, parallelo ed avanzato rispetto al precedente: la pavimentazione presenta un disegno in opus sectile, ricoperto cioè di mattonelle quadrate di marmo policromo di un piede di lato. La perdita di una parte delle mattonelle di rivestimento ha messo allo scoperto larghi tratti di massetto, consentendo il rinvenimento di monete gettate volutamente, forse per una pratica propiziatoria, nella malta, in fase di posa in opera. Esse consentono di datare l’intervento edilizio alla seconda metà del IV secolo d.C.
Il terzo ambiente presenta una pavimentazione a mosaico, con un campo di tessere bianche posizionate in obliquo, contornato da una doppia fila perimetrale di tessere nere. A ridosso della muratura di fondo, una base, probabilmente di culto, spezza la continuità del disegno musivo, lasciando intravedere sul pavimento un'impronta di malta appena delineata.
L’ultimo ambiente ha restituito solo poche tracce frammentarie del livello pavimentale originario: infatti interventi successivi di manomissione e asportazione hanno messo a nudo quasi interamente il massetto di pavimentazione con, al centro, parallelo ai muri laterali, un canale di scolo delle acque.
Sulla base degli elementi a disposizione è difficile stabilire la destinazione degli ambienti: si tratta, verosimilmente, di edifici municipali, sedi di corporazioni, sacelli di culto o altro.
Chiude la sequenza dei quattro ambienti una fontana, che occupa una studiata posizione d’angolo, con la fronte principale rivolta al decumano, come indica anche la posizione dell'iscrizione tracciata sul piano pavimentale. Con una pianta approssimativamente quadrata (m 6 x 6), la fontana si inserisce, perfettamente allineata, nella distribuzione dei volumi precedenti presenti sul lato del foro, costituendo un elemento urbanistico di tutto rilievo. A ridosso del muro di fondo trova posto il bacino, una vasca rettangolare lunga quanto la parete, posizionata su una struttura a blocchetti squadrati, rifinita, lungo il margine anteriore, da un parapetto di conci. Agli angoli si riconoscono ancora le pilastrature di sostegno della copertura; la pavimentazione è costituita da lastre di calcare allineate ordinatamente su cinque file parallele di altezze diverse. Sulla pavimentazione della fontana due rozze tombe, coperte da lastroni di pietra, costituiscono l’unica residua testimonianza di una rioccupazione dell’area in epoca tarda, quando l’area del foro si trasforma in cava e cimitero. Orientata verso il decumano, un'iscrizione in lettere di bronzo, poste sulla seconda fila di lastre e male allineate, menziona i magistrati che finanziarono e provvidero alla costruzione dell’edificio:
L(ucius) Varius C(ai) f(ilius) L(ucius) Herennius C(ai) f(ilius) Lucius et N(umerius) Pliniei C(ai) f(ilii) s(ua) p(ecunia) f(aciundum) c(uraverunt).
Allineate al margine del marciapiede affiorano da terra quattro basi di colonna, unici resti di un porticato posto a copertura della fronte degli ambienti e della fontana, elemento di continuità con il lato lungo del decumano e di completamento della prospettiva dell’area forense, secondo un'equilibrata distribuzione dei volumi.
Il lato lungo sud occidentale della piazza del foro non è stato oggetto di scavi regolari nel corso degli anni cinquanta e sono improbabili interventi precedenti, risalenti alla fine dell’Ottocento. Peraltro la destinazione dell’area a vigneto ed a coltivazione ortiva, da generazioni, ha certamente danneggiato ed alterato le eventuali strutture di profondità.
Su questo lato è presente una casa colonica che suddivide l’intera area in due parti: alla destra dell’edificio colonico si affaccia un complesso edilizio preceduto da una monumentale porta ad arco sormontata da un'iscrizione. Si tratta di un’opera voluta da Nerazio Prisco, uno dei personaggi più autorevoli della Saepinum romana, tribuno della plebe, console e propretore della Germania e della Pannonia, tra la fine del I secolo e gli inizi del II secolo a.C. la quale testimonia l’importanza politica da lui acquisita. Considerato uno dei più insigni giureconsulti dell’epoca, entrò a far parte del consilium degli imperatori Traiano e Adriano. Dell’arco monumentale restano pochi frammenti, posizionati nella posizione originaria grazie a una ghiera metallica, e l'iscrizione, in parte mutila, che permette di risalire al finanziatore dell’intero complesso:
L. Neratius L(ucii) f(ilius) Vol(tinia tribu) Priscus q(uaestor) tr(ibunus) pl(ebis) pr(aetor) cons(ul) VII vir epul(onum) leg(atus) Aug(usti) pro pr(aetore) in prov(inciis) Germania Inferiori et Pannonia s(ua) p(ecunia) fecit.
L’edificio risulta rialzato rispetto all’area forense e presenta la facciata frontale, lunga circa venticinque metri, rivolta verso la piazza: difficile tentare di ricostruirne la planimetria, considerato che la maggior parte dell’alzato è stata fortemente esposta allo spoglio. Nell’area posta a sinistra dell’edificio rurale affiorano invece diverse tombe alto medioevali delimitate da lastroni di pietra: il ruolo cimiteriale di questa parte della città farebbe pensare alla presenza di una chiesa, nei secoli VI-VII d.C. della quale non sono stati rinvenuti resti.
Una serie di saggi di scavo condotti nell'area pubblica forense ha evidenziato che in epoca tardoantica-altomedievale essa è stata adibita a sepolcreto, sia sul lato corto sud-orientale, sia sul lato lungo sud-occidentale, nelle parti sgombre da macerie. La scoperta di tombe nell'area forense non è segnalata dalla letteratura passata né dalla documentazione di archivio, ma la presenza di deposizioni è evidente sulla base della costatata dispersione delle ossa nel terreno, sottoposto ad innumerevoli escavazioni. Le poche che si sono ritrovate intatte, diciassette, si localizzano all'estremità settentrionale del lato corto del foro, quasi a contatto con il percorso del tratturo. I defunti sono bambini, adulti, anziani di entrambi i sessi, appartenenti alla popolazione residente, stanziata all'interno dell’area definita dalla cinta muraria, già probabilmente in rovina.
Le sepolture, scavate nel terreno o appoggiate a murature preesistenti, sono foderate e ricoperte di lastroni di pietra: la mancanza di oggetti di corredo funebre, ad esclusione di qualche elemento di abbigliamento personale, non fornisce indizi cronologici sicuri. In alcuni casi i defunti sono direttamente appoggiati sul piano pavimentale antico, con il capo orientato verso est, le pareti laterali sono costituite da una foderatura in pietra, la copertura è realizzata con una serie di lastroni informi sovrapposti.
La distribuzione dei sepolcri nel terreno sembra soprattutto utilizzare la protezione delle esigue persistenze murarie degli edifici, ma potrebbe anche indicare la presenza nelle immediate vicinanze di un edificio di culto cristiano, tuttora non ancora esplorato.
I dati offerti dallo scavo eseguito nel 1980 dall'Istituto di Archeologia dell'Università di Perugia forniscono una sicura datazione del sepolcreto, che risale al VI-VII secolo d.C. quando, nella città in rovina e in abbandono, l’area pubblica del foro si trasforma in area cimiteriale, dislocata probabilmente ai margini del territorio abitato o coltivato.
In epoca tardoantica-altomedievale si assiste di fronte a una situazione di evidente recessione demografica ed economica della comunità di Saepinum, con conseguente contrazione dell’area urbana, abitata da una popolazione frazionata in gruppi sparsi. Si adattano alle mutate esigenze botteghe e case; si riduce progressivamente anche l’articolazione viaria interna, lasciando in uso solo quella principale.

### Gli edifici funerari
All'esterno delle mura urbiche, in corrispondenza dell’asse viario di maggiore importanza, il decumano, sono stati rinvenuti i resti di due monumenti funerari, gli unici sopravvissuti integri rispetto ad altri, non ben localizzati, ma dei quali già lo stesso Cianfarani aveva rilevato l’esistenza. È noto che in epoca romana, soprattutto negli anni tra la fine della repubblica e gli inizi dell’età imperiale, ebbero grande diffusione i monumenti funerari, appartenenti a importanti personaggi della nobiltà municipale e dell’aristocrazia mercantile.

#### Mausoleo di Caius Ennius Marsus

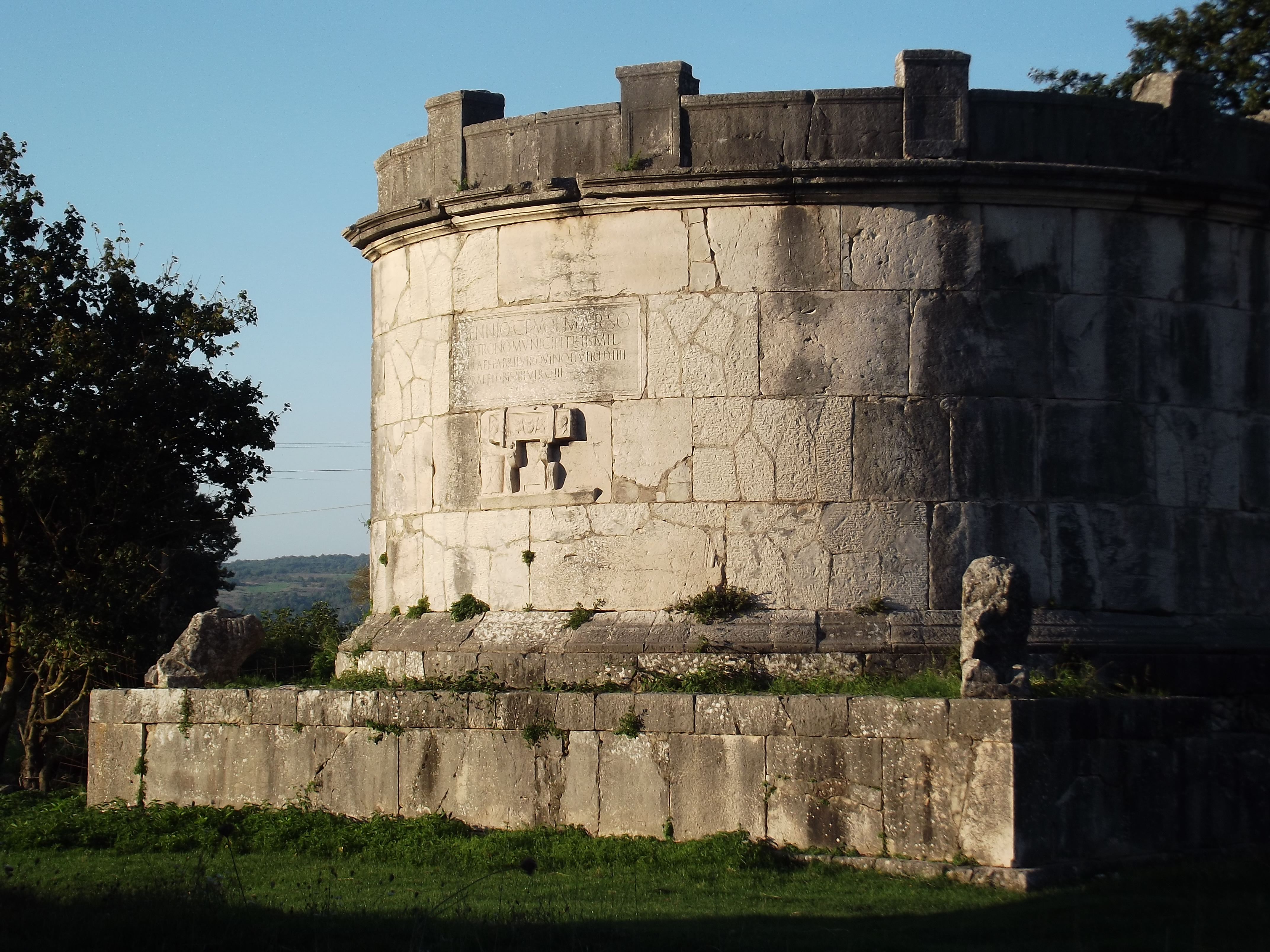
Mausoleo di Caius Ennius Marsus.

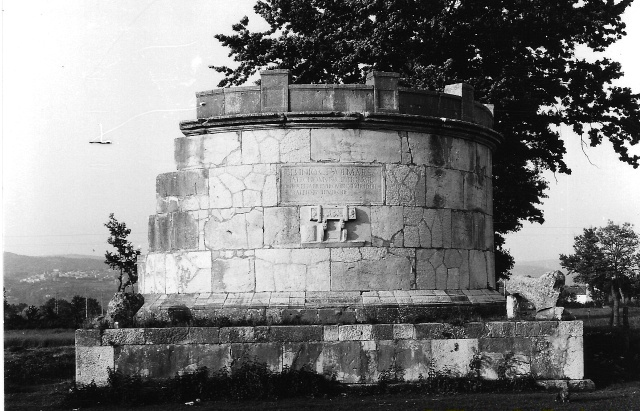
Mausoleo di Caius Ennius Marsus.

Il mausoleo di Caius Ennius Marsus è collocato lungo il tratturo, a circa 75 metri dalla porta Benevento, fuori dalla cinta muraria: è stato ricostruito e rialzato negli anni ’40 utilizzando prevalentemente le parti originali, ed integrando, quando necessario, con parti di restauro, opportunamente evidenziate. Si tratta di un monumento funerario a tumulo, forma di origine etrusca, cioè composto da un tamburo cilindrico posizionato su una base quadrata, un basamento di m. 10,12 di lato ed alto m. 1,80 circa, costituito da blocchi di pietra sovrapposti. Interrate all'interno del basamento vi sono le strutture di fondazione della cella sepolcrale, a pianta ottagonale. Il tamburo, alto m. 3,30, ha un diametro di m. 8,40 ed è delimitato alla base ed alla sommità da cornici modanate; è costituito da quattro filari sovrapposti di blocchi di pietra leggermente curvilinei (alti cm. 82), che terminano in alto con una merlatura, costituita da un'alternanza di blocchi più bassi (alti cm. 62) e cippi rettangolari (alti cm. 90). Ai quattro angoli del basamento erano collocati dei leoni in pietra, con la testa rivolta di lato, nell'atto di schiacciare con una zampa la testa di un guerriero con il capo coperto da un elmo. Sono sopravvissute, sebbene molto rovinate, solo due sculture; una terza è conservata nel Museo presso il teatro. È stata notata una certa omogeneità di stile e di esecuzione tra i leoni e le sculture delle porte di Saepinum spiegabile col fatto che probabilmente sono creazioni della stessa maestranza urbana di artisti. Nella parte anteriore del mausoleo, all'interno di una cornice, vi è l’epitaffio che ricorda il titolare della tomba, cittadino di rango equestre, e ne rievoca la brillante carriera militare e civile sostenuta nell'amministrazione cittadina.
C(aio) Ennio C(ai) f(ilio) Vol(tinia) Marso, patrono municipi, trib(uno) mil(itum), praef(ecto) fabr(um), II viro quinq(uennali), II viro i(ure) d(icundo) IIII, praef(ecto) i(ure) d(icundo) bis, IIII viro, q(uaestori) III.
“A Caio Ennio Marso, figlio di Caio, della tribù Voltinia, patrono del municipio, tribuno dei soldati, prefetto del genio militare, duoviro quinquennale, duoviro con potere giurisdicente per quattro volte, prefetto con potere giurisdicente per due volte, quattuorviro, questore per tre volte.”
Al di sotto, in rilievo, è rappresentata la sella curulis, il seggio pieghevole, prerogativa del magistrato, la capsa, una scatola metallica cilindrica per custodire papiri e codici, ed il suppedaneum, lo sgabello per appoggiare i piedi. Particolari che alludono chiaramente alla professione del defunto.
Il tipo del monumento funerario rotondo, già noto nell'arte romana, rifiorisce in particolare sotto Augusto, a cominciare dal mausoleo dello stesso imperatore (28 a.C.), un'enorme tomba a tumulo con tamburo cilindrico, prevista in Campo Marzio. Quasi certamente Augusto si era voluto ispirare al grande mausoleo di Alessandro Magno, visitato ad Alessandria, dopo la conquista dell’Egitto, confermando l’intento politico di porsi nella stessa posizione di un sovrano ellenistico. È presumibile che il mausoleo di Augusto abbia finito per dettare, fin dall'inizio, una sorta di “moda” di architettura funeraria, specialmente tra la classe sociale più vicina all'imperatore, quella senatoria. Questo tema architettonico sarà recepito ben presto anche in ambito municipale da parte di magistrati, famiglie potenti e personaggi in vista.
Quasi certamente il mausoleo fu fatto costruire dallo stesso Ennio Marso quando era ancora in vita, in un periodo in cui dominava la scena politica ed aveva raggiunto una particolare posizione di prestigio sociale nel municipio di Saepinum, tra la fine del I secolo a.C. e i primi anni del I secolo d.C. non a caso corrispondente alla costruzione delle mura e al riassetto urbanistico della città. Niente di strano che “nel suo piccolo” abbia voluto per sé un mausoleo che ricordasse quello ben più imponente di Augusto.

#### Mausoleo di Publius Numisius Ligus
Il mausoleo di Publius Numisius Ligus  è situato fuori della porta di Bojano, sulla destra, a circa 70 metri dal tratturo. Costruito interamente nel locale calcare bianco, è stato quasi completamente ricostruito, utilizzando quasi totalmente materiali originali, ad esclusione di alcune integrazioni. Si tratta di un monumento del tipo cosiddetto “ad ara”, le cui origini sono da ricercare nel mondo ellenistico asiatico, ma che diventa molto diffuso in tutto il mondo romano tra la fine del periodo repubblicano e gli inizi dell'età imperiale. Quasi sempre i monumenti di questo tipo presentano varie decorazioni (fregi dorici, fasci littori), mentre quello di Saepinum è di grande semplicità.
È costituito da due parti sovrapposte: un basamento alto m. 2,40 a forma di parallelepipedo (m. 3,88 x 5,40), che poggia su una crepidine di fondazione di cm. 30 ed è formato da due filari di blocchi di pietra con la superficie esterna levigata. Al di sopra del podio poggia il corpo parallelepipedo del monumento vero e proprio, alto m. 3,90, largo m. 3,25 e lungo m. 2,75, edificato con sei filari di blocchi di calcare ben rifinito. Il coronamento superiore del monumento è costituito da una cornice modanata alta cm. 30, che presenta ai quattro angoli degli acroteri, alti circa cm. 118, con decorazioni a motivi vegetali. Si accede all'interno del monumento tramite una porticina alta m. 1,74 aperta sul retro, al centro del corpo superiore. Sulla facciata anteriore è posta l'iscrizione che ricorda i membri della famiglia titolare della tomba. Incisa su sette lastre di pietra, di differenti dimensioni, l’iscrizione è racchiusa in una cornice modanata rettangolare di m. 2,24 x m. 1,63. Il monumento custodisce le spoglie di Publio Numisio Ligure, di sua moglie Vannia Quarta e del giovane figlio omonimo premortogli. Il testo dell'epitaffio è il seguente:
V(ivus). P(ublius) Numisius P(ubli) f(ilius) Vol(tinia tribu) Ligus p(ater), tr(ibunus) mil(itum) leg(ionis) III Aug(ustae), praef(ectus) fabr(um) XV, aed(ilis), II vir quinquen(nalis), II vir iur(e) dic(undo) II, q(uaestor) III, patronus municipi. V(ivae). Vanniae M(arci) f(iliae) Quartae uxori. P(ublio) Numisio P(ubli) f(ilio) Vol(tinia tribu) Liguri f(ilio). Huic decuriones decreverunt monimentum faciundum publica pecunia loco publico et oppidani contulerunt; pater fecit sua pecunia.
“Da vivo Publio Numisio Ligure, figlio di Publio, della tribù Voltinia, padre, tribuno dei soldati della legione terza Augusta, prefetto del genio militare per quindici volte, edile, duoviro quinquennale, duoviro con potere giurisdicente per due volte, questore per tre volte, patrono del municipio, alla moglie Vannia Quarta, figlia di Marco, viva, e a Publio Numisio Ligure, figlio di Publio, della tribù Voltinia, figlio (suo). A costui i decurioni decretarono di fare un monumento a spese pubbliche in luogo pubblico con il contributo degli abitanti all'interno delle mura. Il padre fece a proprie spese.”
Di Publio Numisio Ligure si sa solo ciò che è scritto sulla sua tomba, perché non è stata tramandata nessun'altra notizia circa il suo operato: sicuramente nell'ambito della vita municipale di Saepinum  dovette rivestire un ruolo notevole e la sua famiglia dovette godere di grande prestigio tra i concittadini, come del resto attesta il numero di cariche da lui ricoperte, sia militari che civili, in particolare tribuno della terza legione Augusta stanziata in Africa e – cosa davvero eccezionale – prefetto del genio militare per ben quindici volte. È verosimile supporre che dovette certamente acquisire particolari meriti, se fu decretato dalla municipalità che la costruzione del monumento funerario avvenisse a spese pubbliche e su suolo pubblico, e che da parte degli oppidani, cioè dei cittadini residenti all'interno delle mura, venissero per questo scopo raccolti fondi. Anche se poi Publio Numisio rifiutò la generosa offerta in denaro e preferì costruire la tomba a sue spese.
L’iscrizione fornisce elementi sufficienti per un inquadramento cronologico del monumento, che si può datare con sicurezza tra la fine del principato di Tiberio e l’inizio della dinastia claudia, quindi entro la prima metà del I secolo d.C. cioè in epoca successiva rispetto all'altro monumento funerario superstite della Saepinum romana, quello di Ennio Marso.